# Lista de faróis do Brasil
Esta é uma lista dos principais faróis do Brasil, de norte para sul.

## Costa Norte

### Amapá

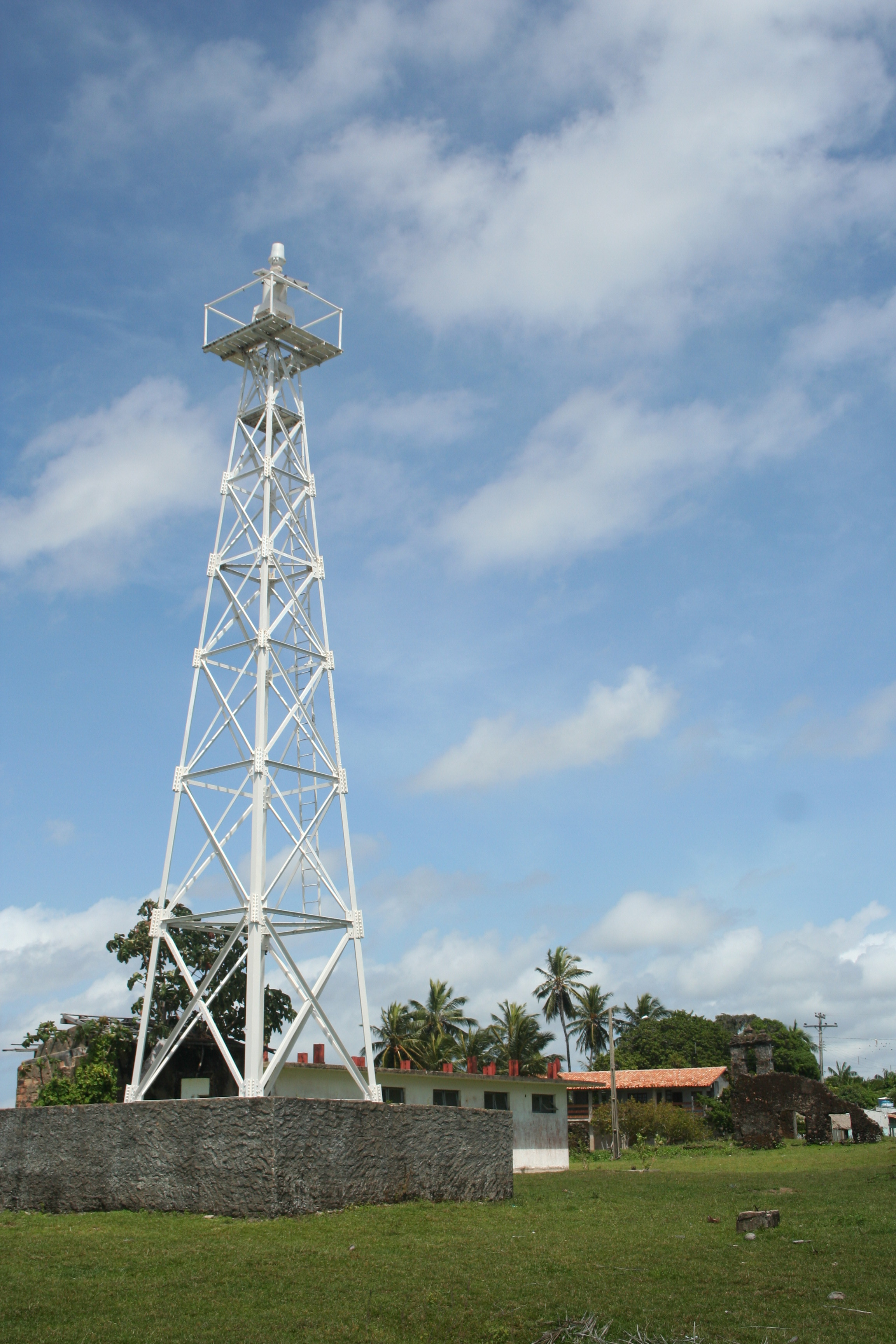
Farol Joanes, Pará

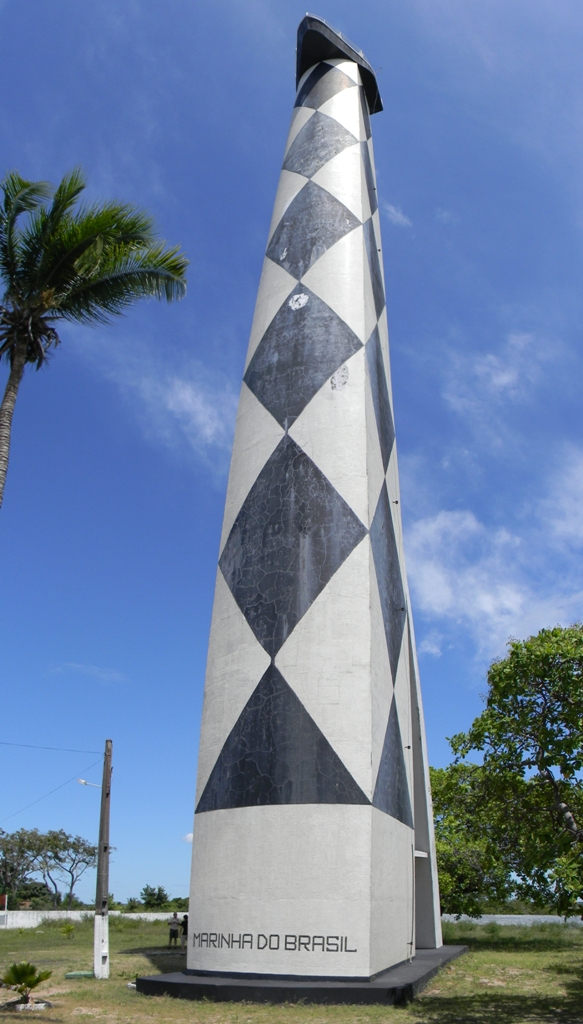
Farol Araçagi, Maranhão

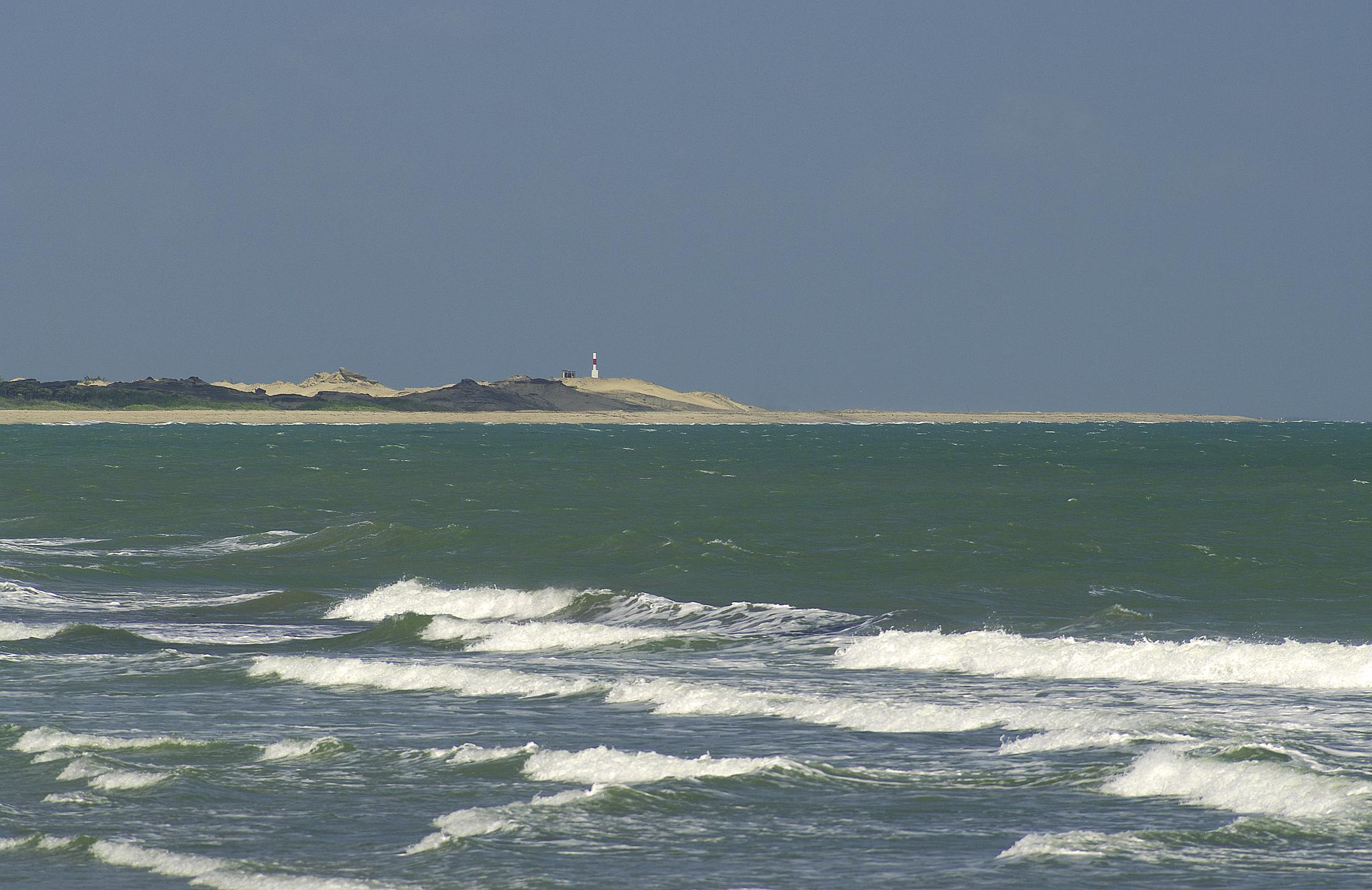
Farol Luís Correia, Piauí

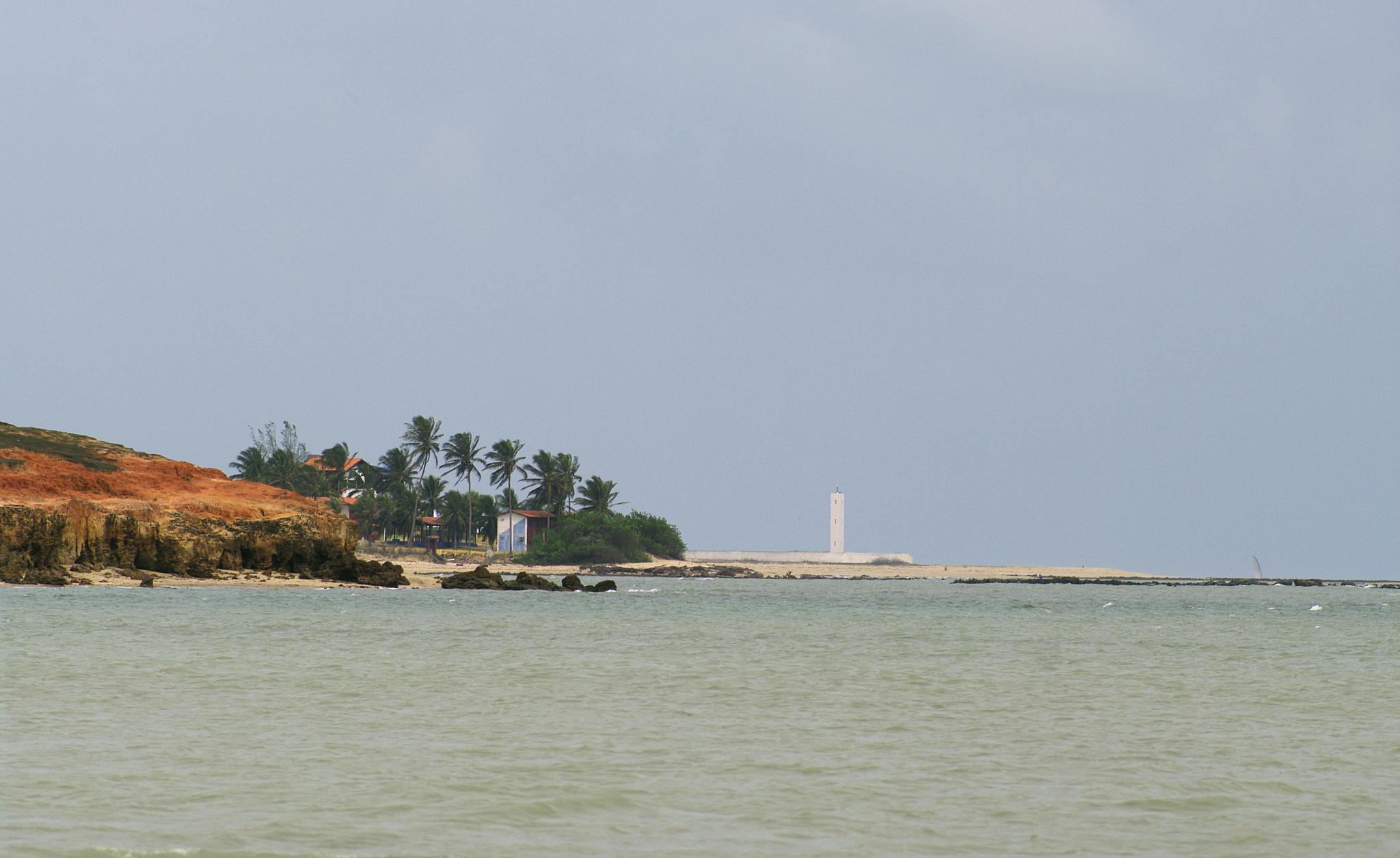
Farol Camocim, Ceará

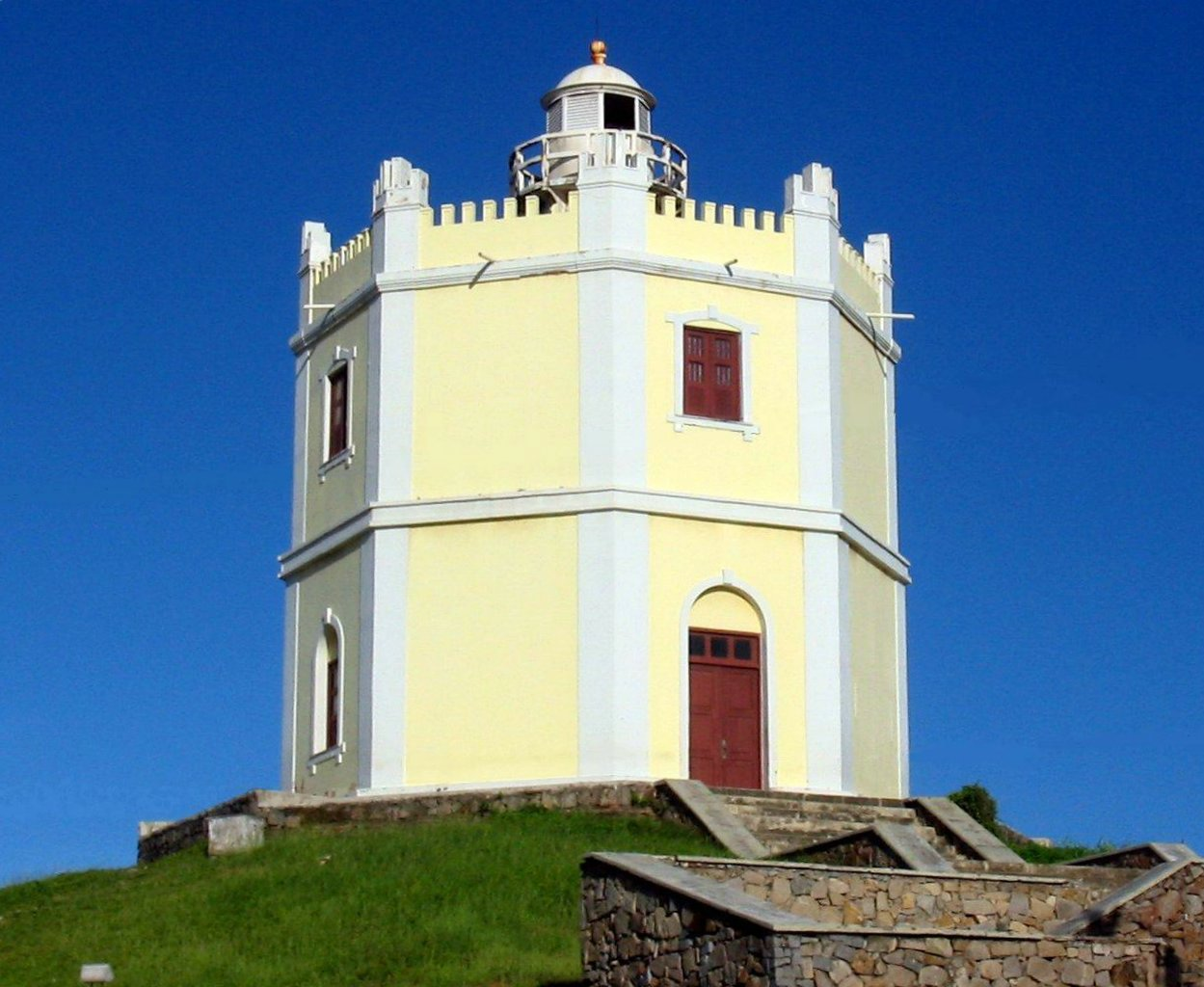
Farol Mucuripe (histórico), Ceará

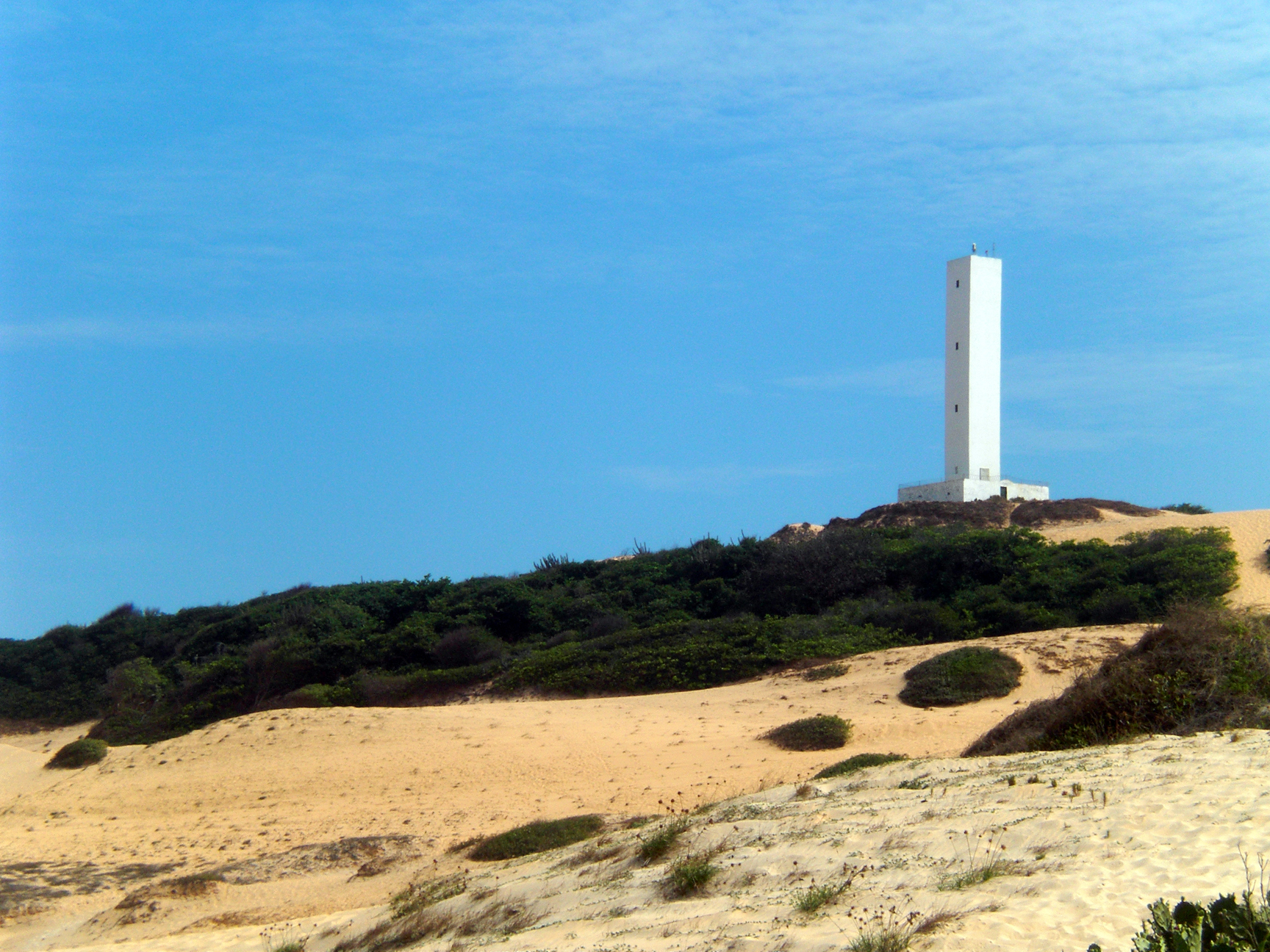
Farol Morro Branco, Ceará

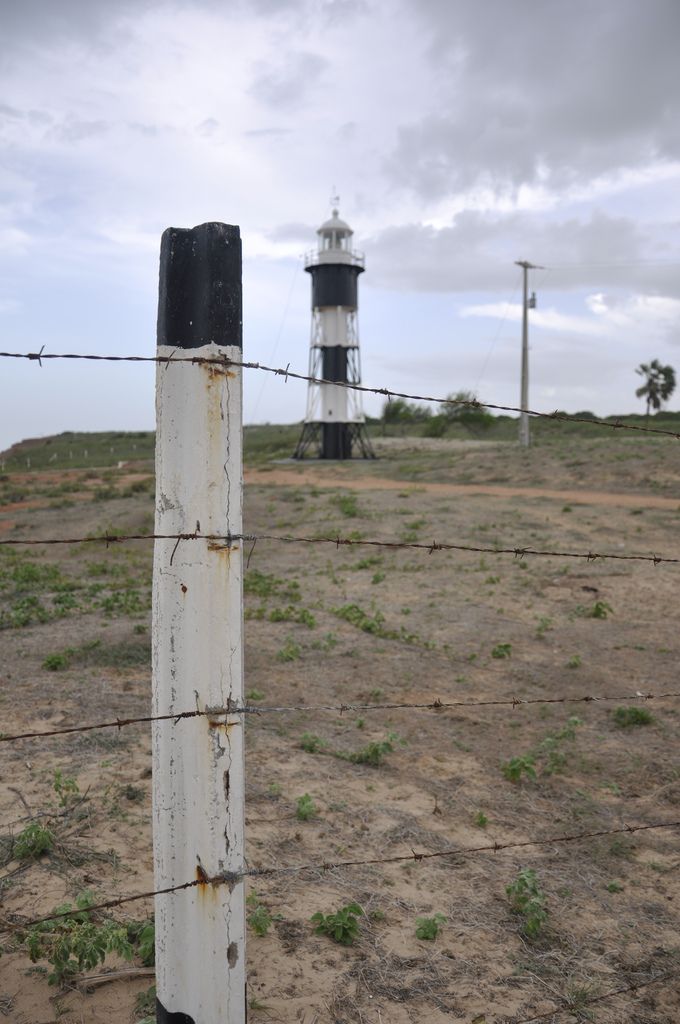
Farol Ponta do Mel, Rio Grande do Norte

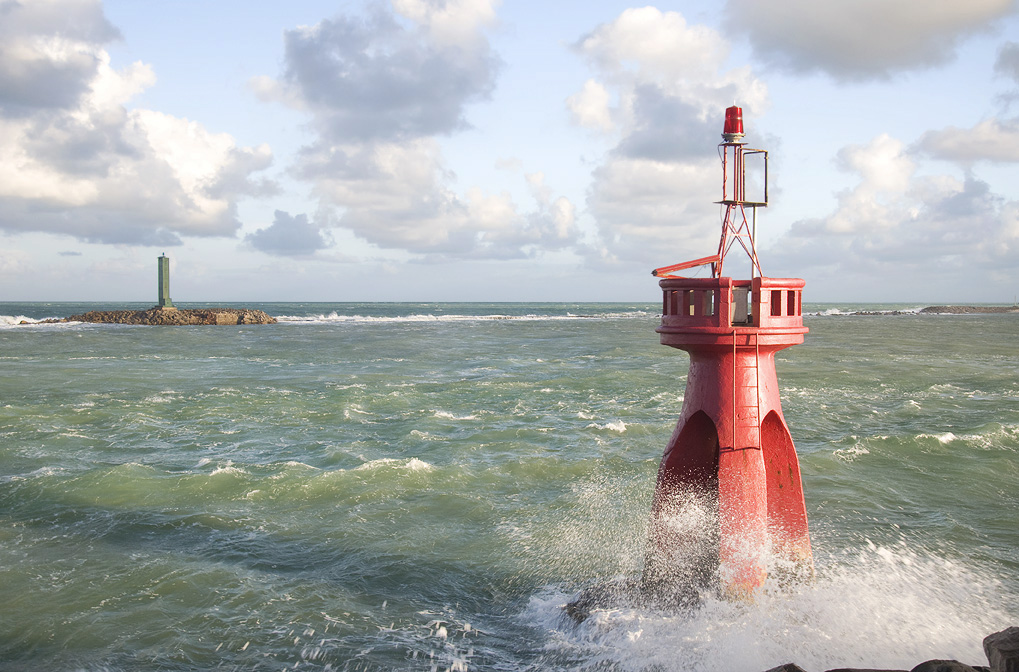
Farolete Baixinha, Farol Recife de Natal, Rio Grande do Norte

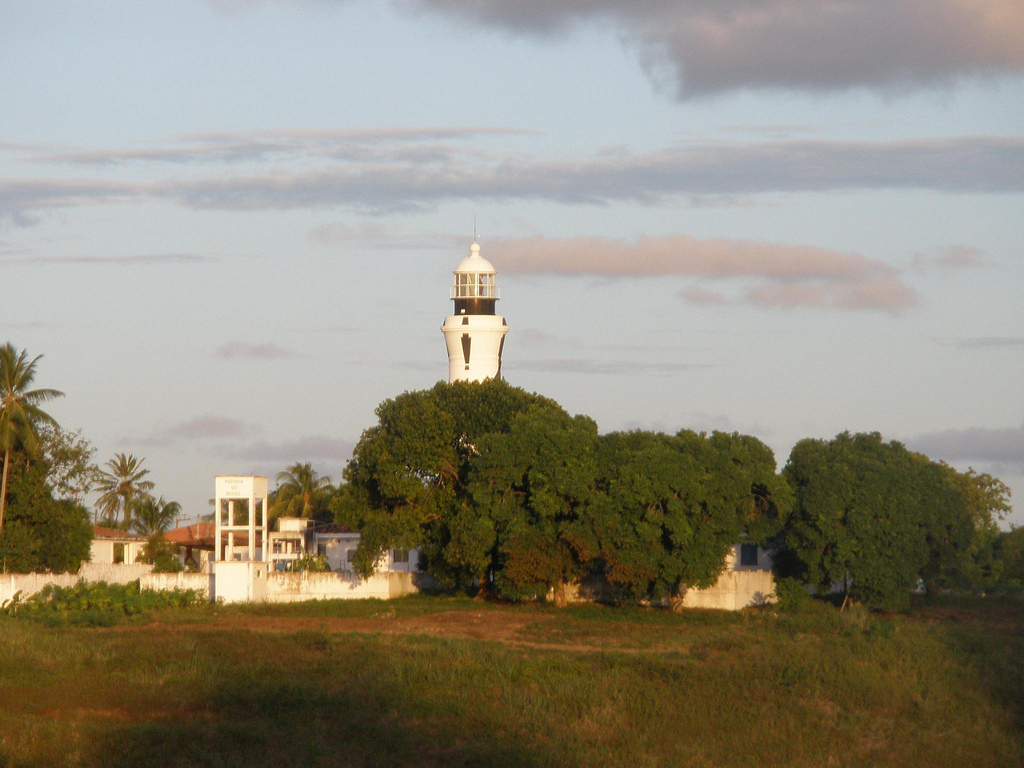
Farol Maceió, Alagoas

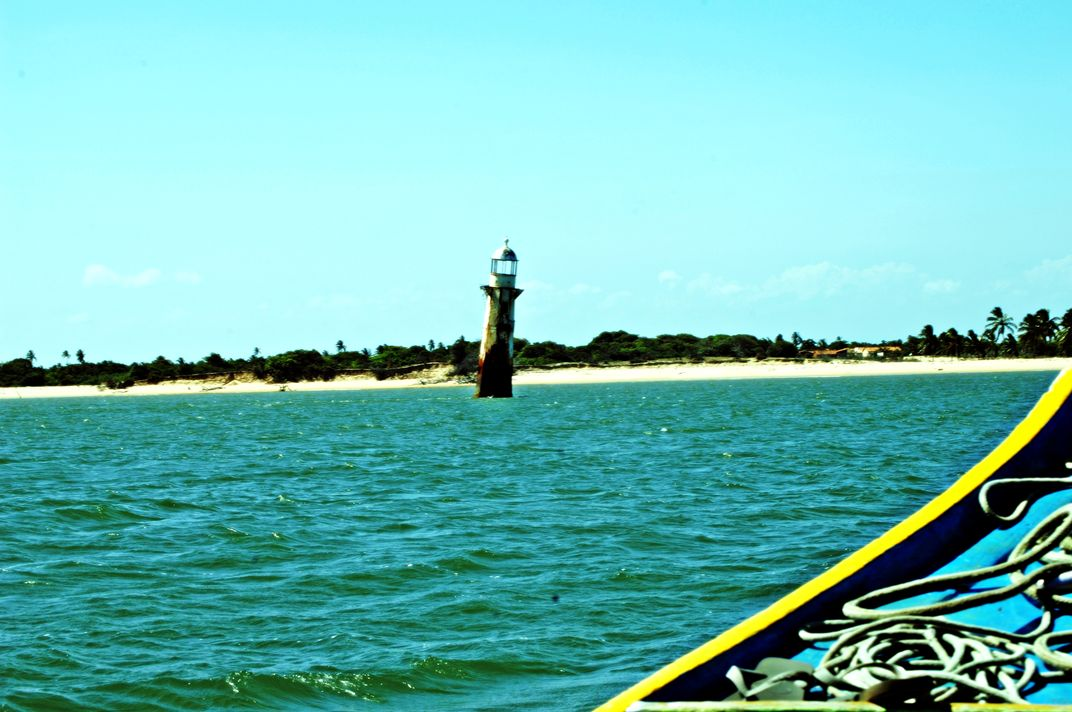
Farol Peba, Sergipe

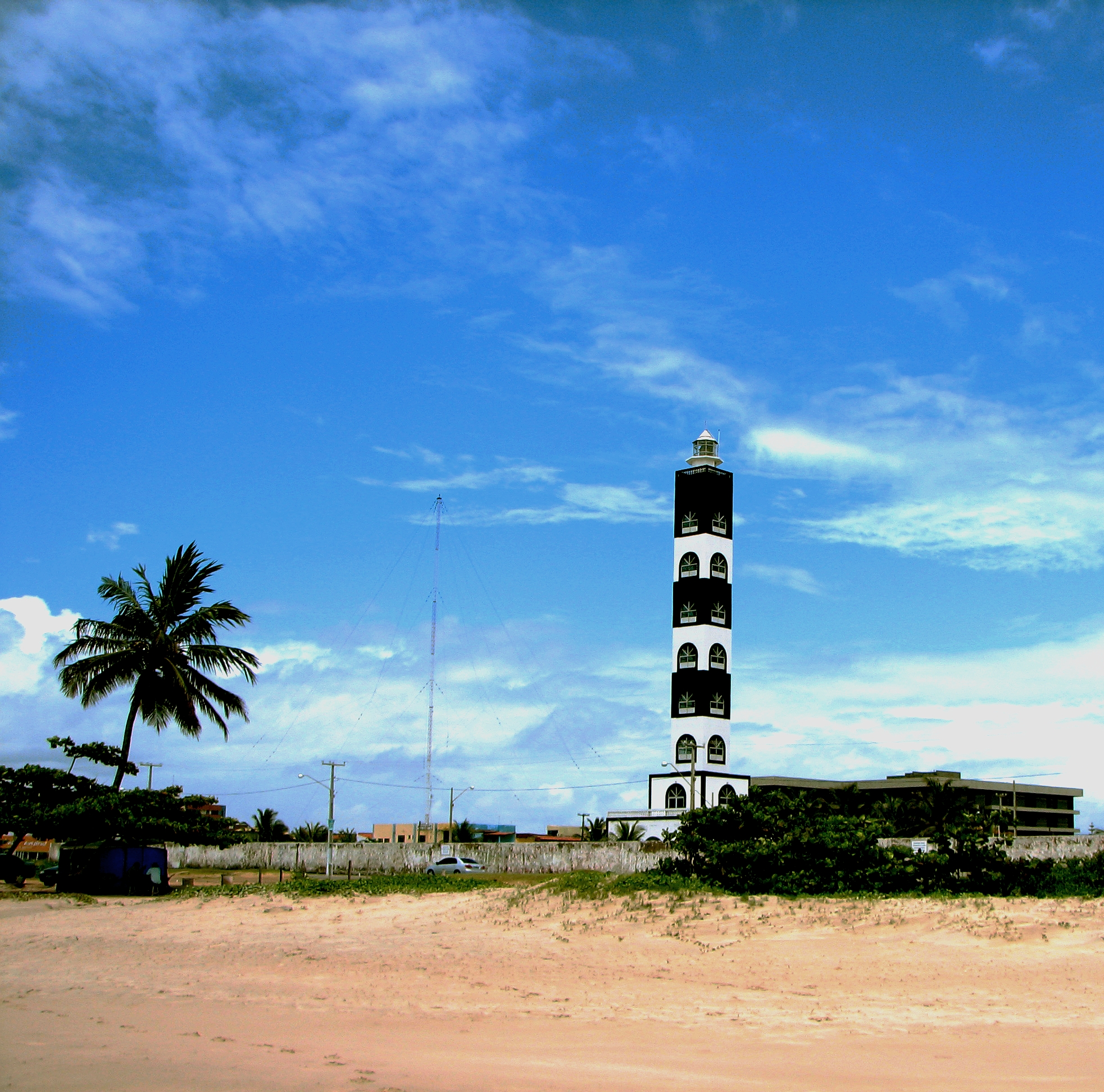
Farol Sergipe

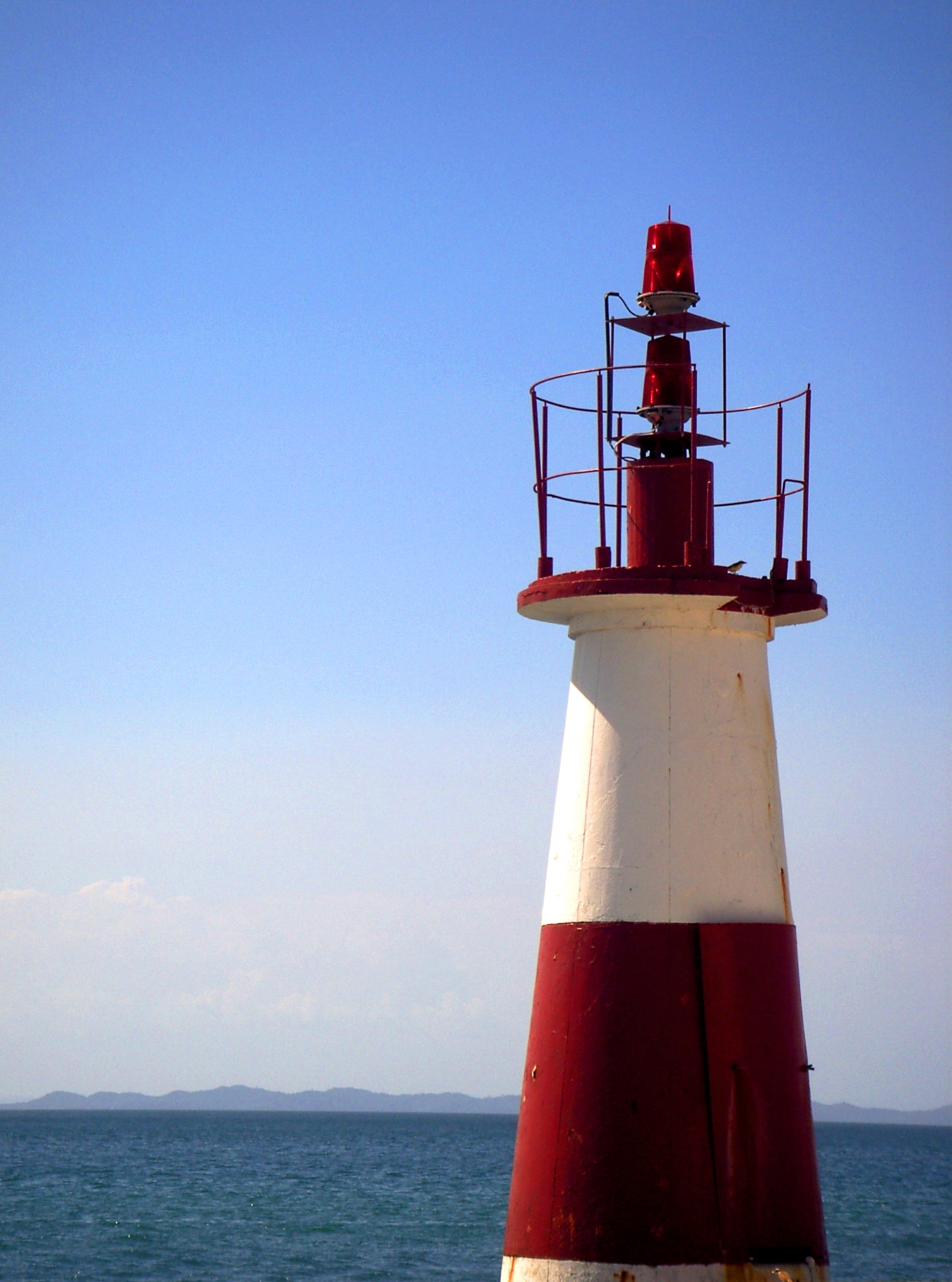
Farol Monte Serrat, Bahia

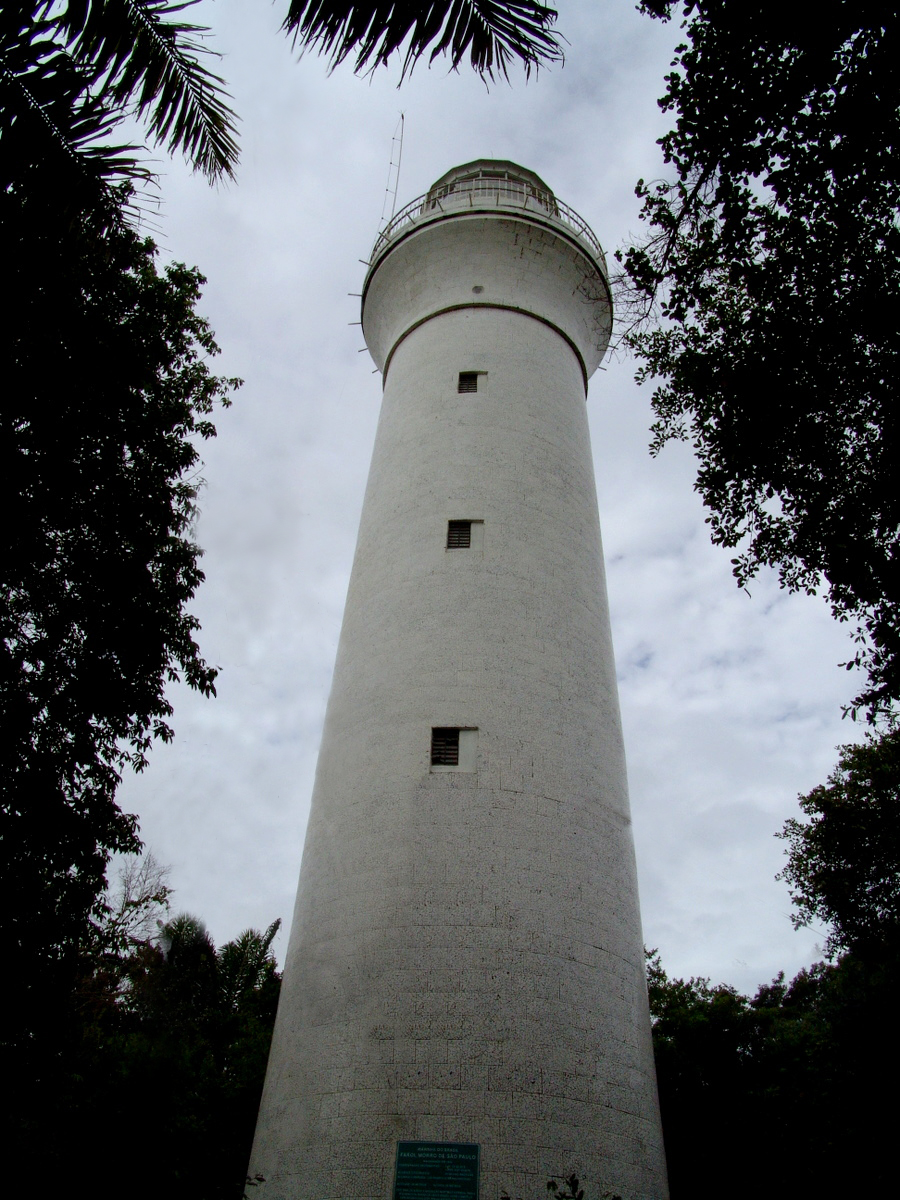
Farol Morro de São Paulo, Bahia

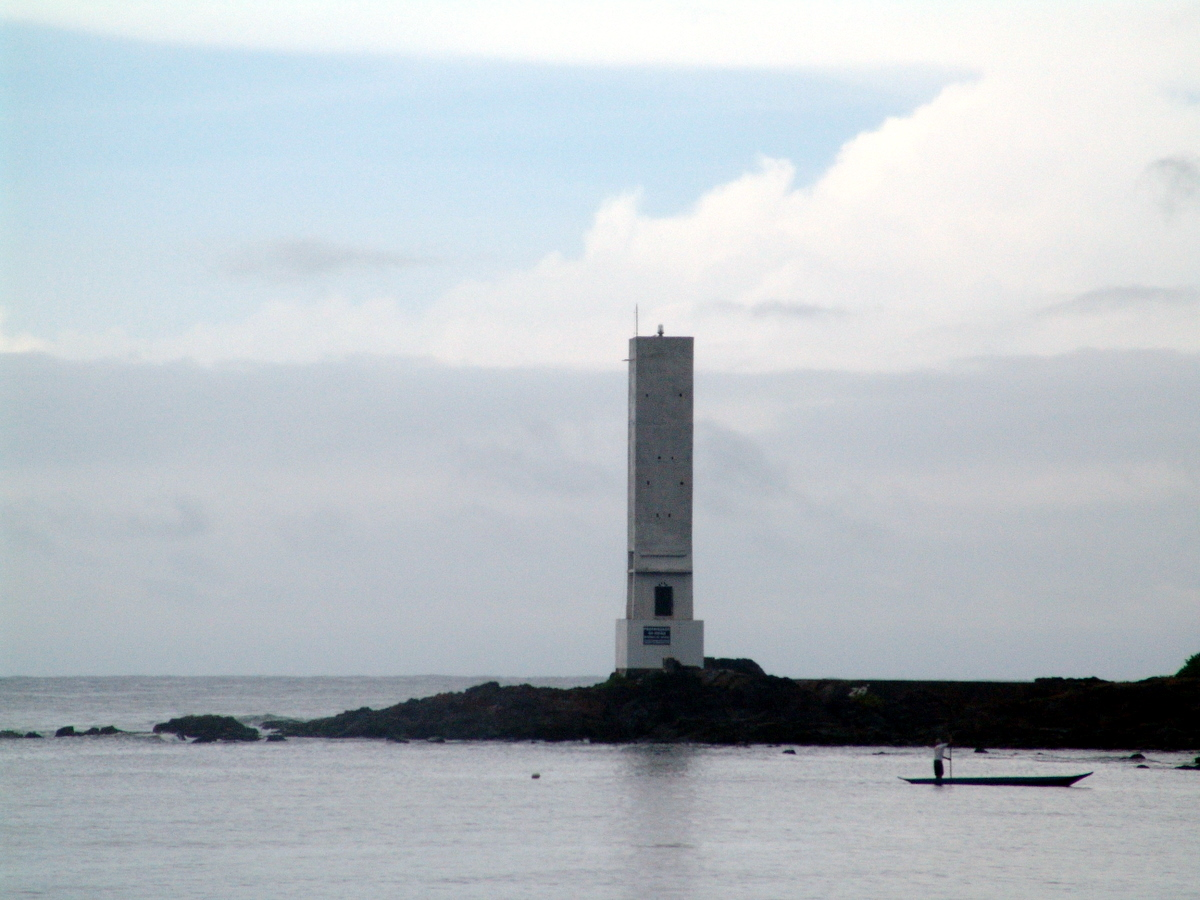
Farol Contas, Bahia

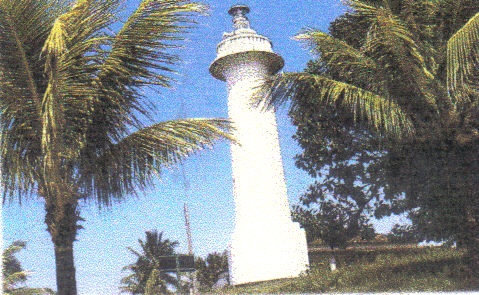
Farol Ilhéus, Bahia

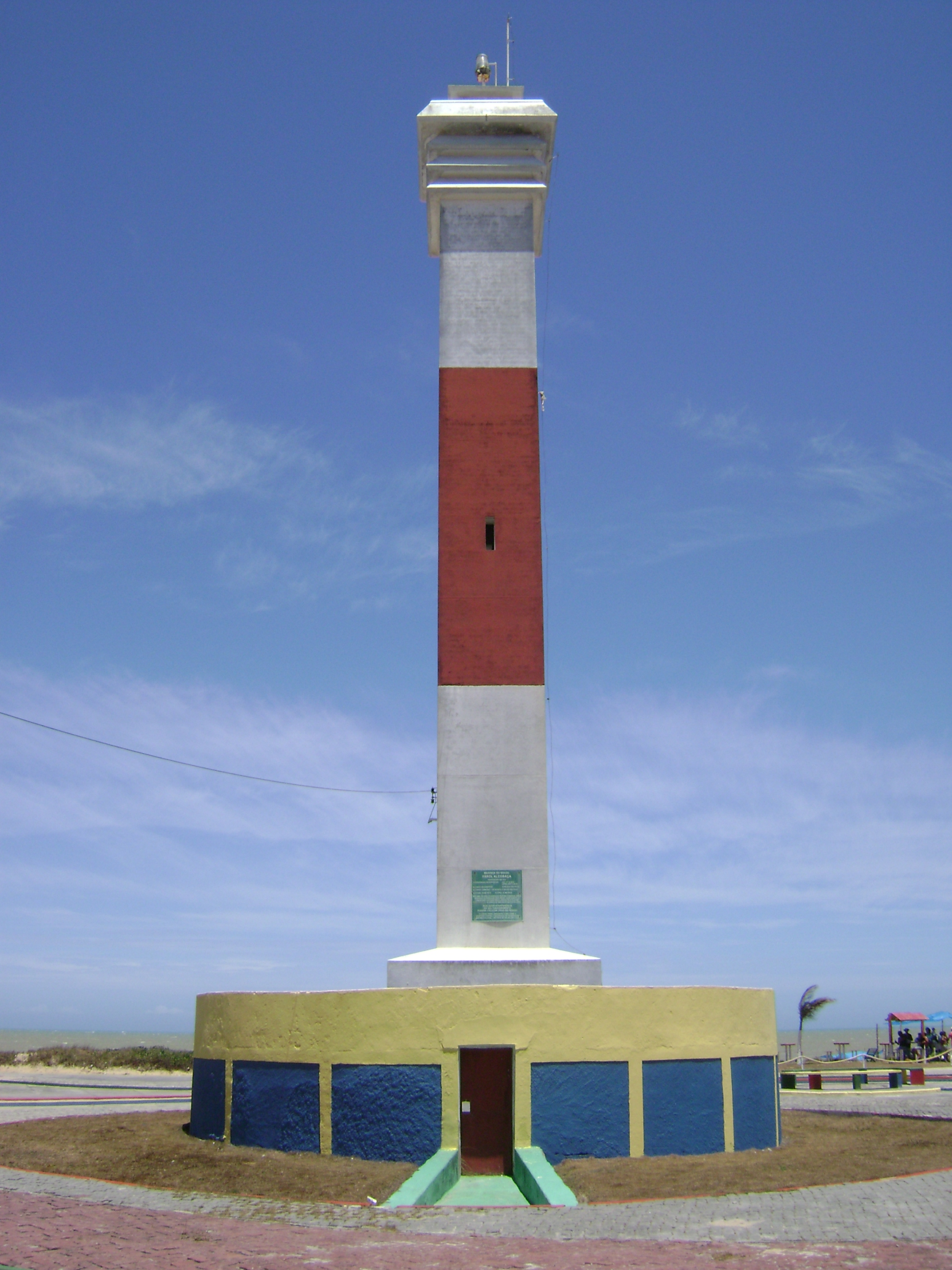
Farol Alcobaça, Bahia

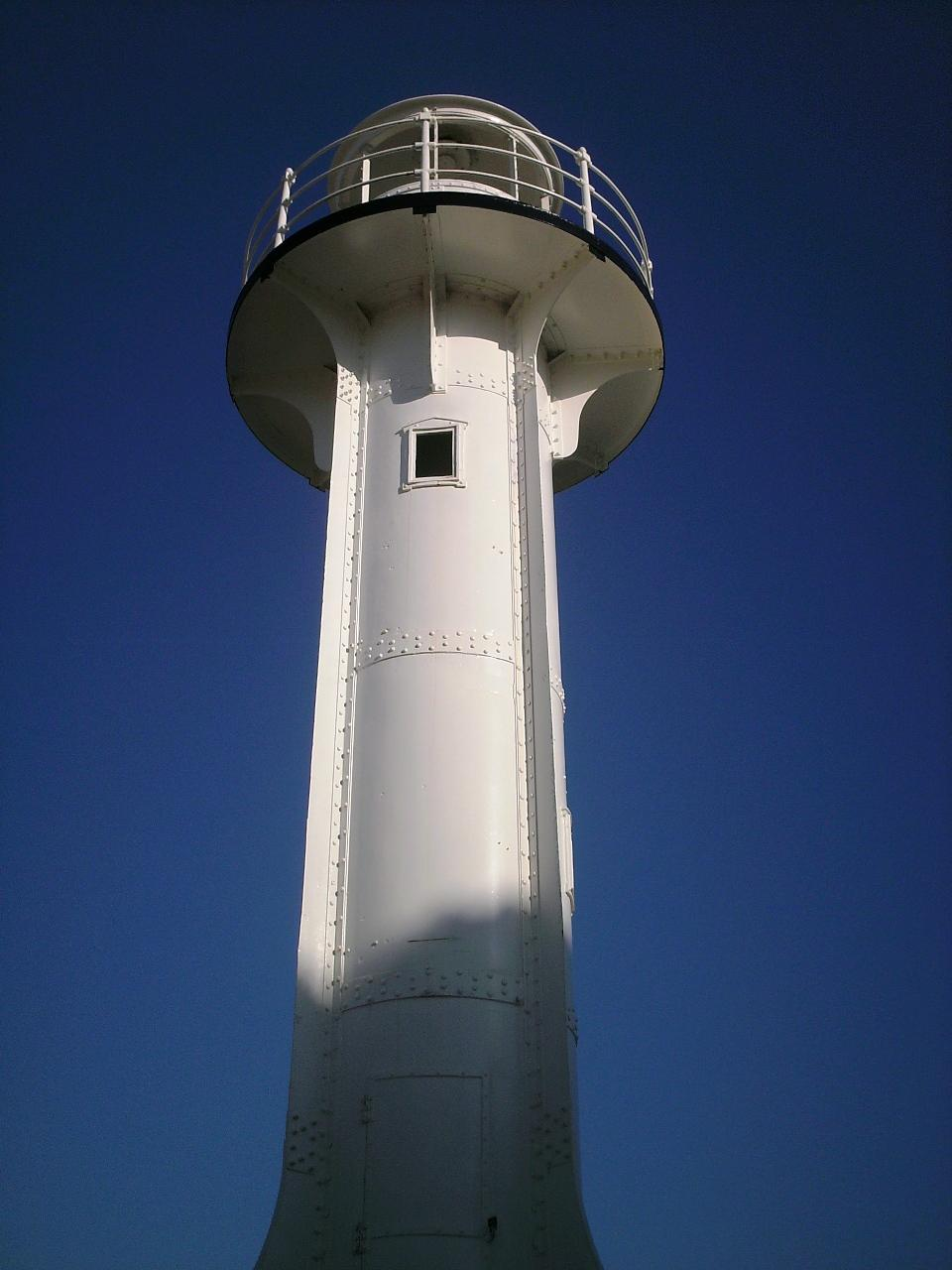
Farol São Mateus, Espírito Santo

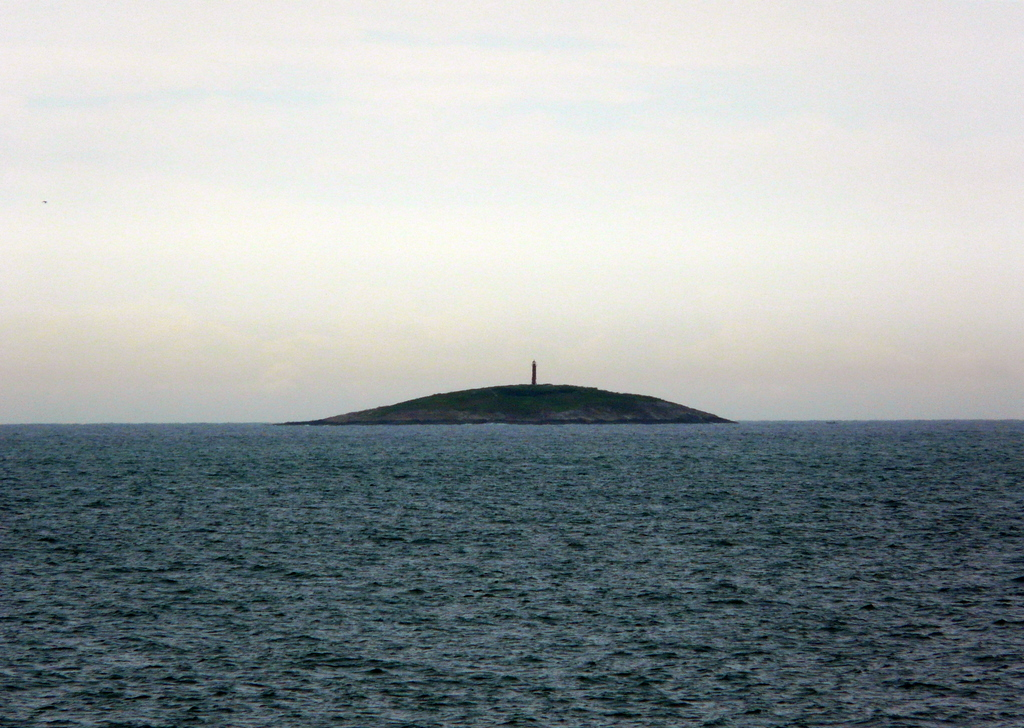
Farol Escalvada, Espírito Santo

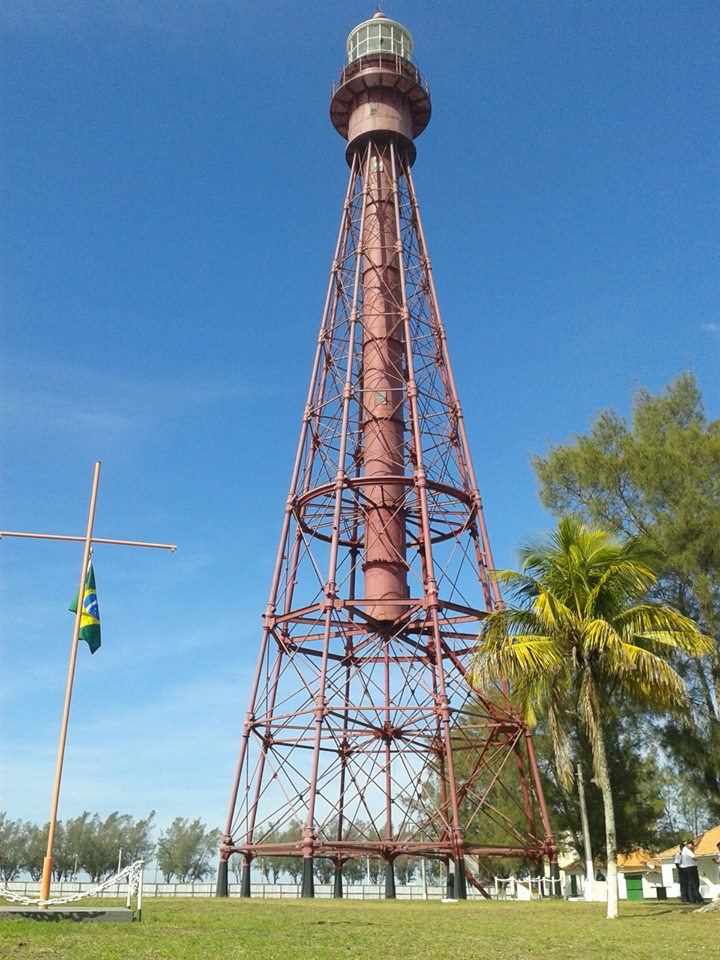
Farol do Cabo de São Thomé, Rio de Janeiro

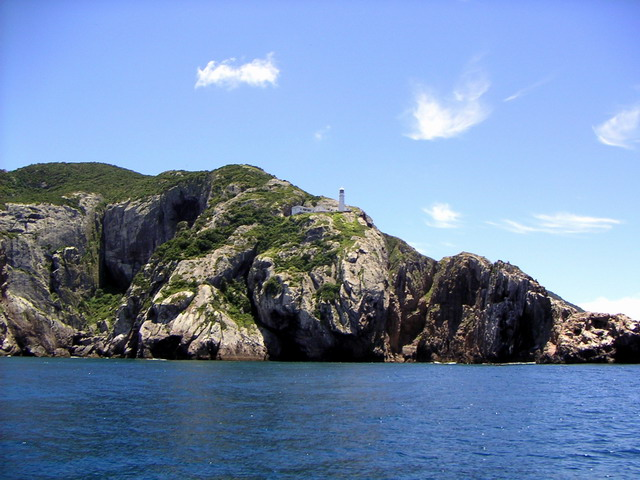
Farol Cabo Frio, Rio de Janeiro

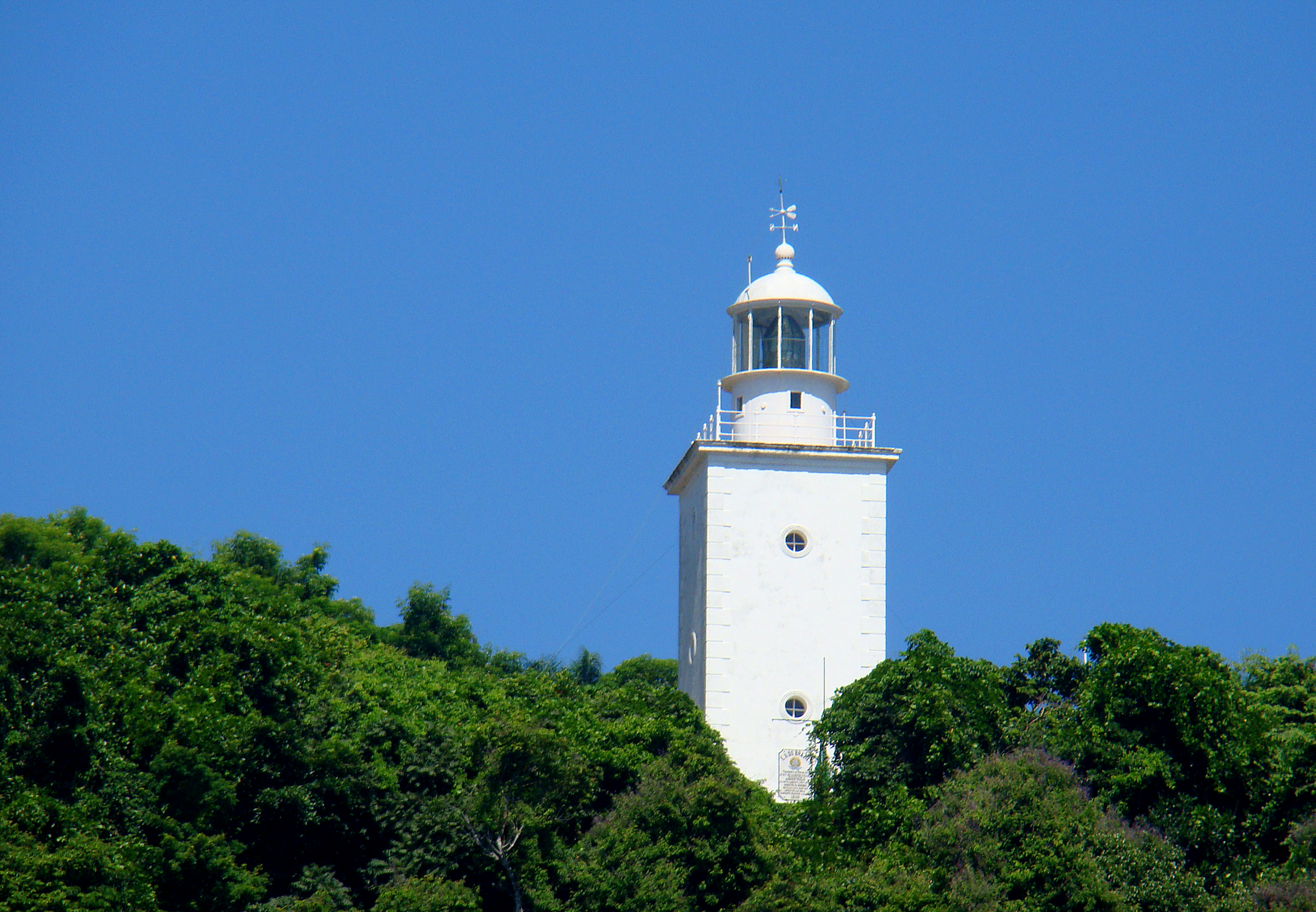
Farol Ponta dos Castelhanos, Rio de Janeiro

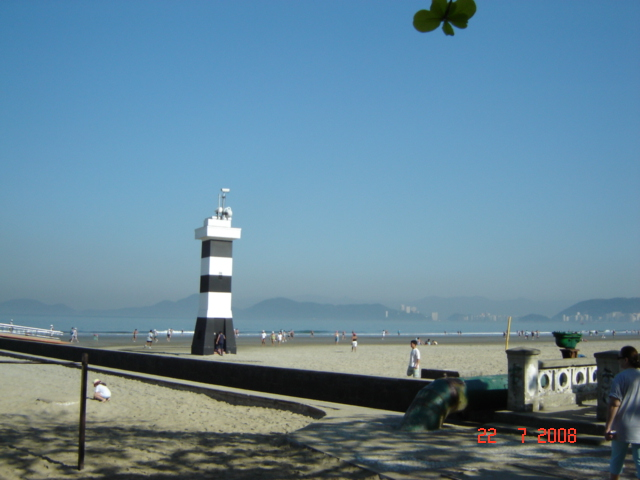
Farol Ponta da Praia, São Paulo

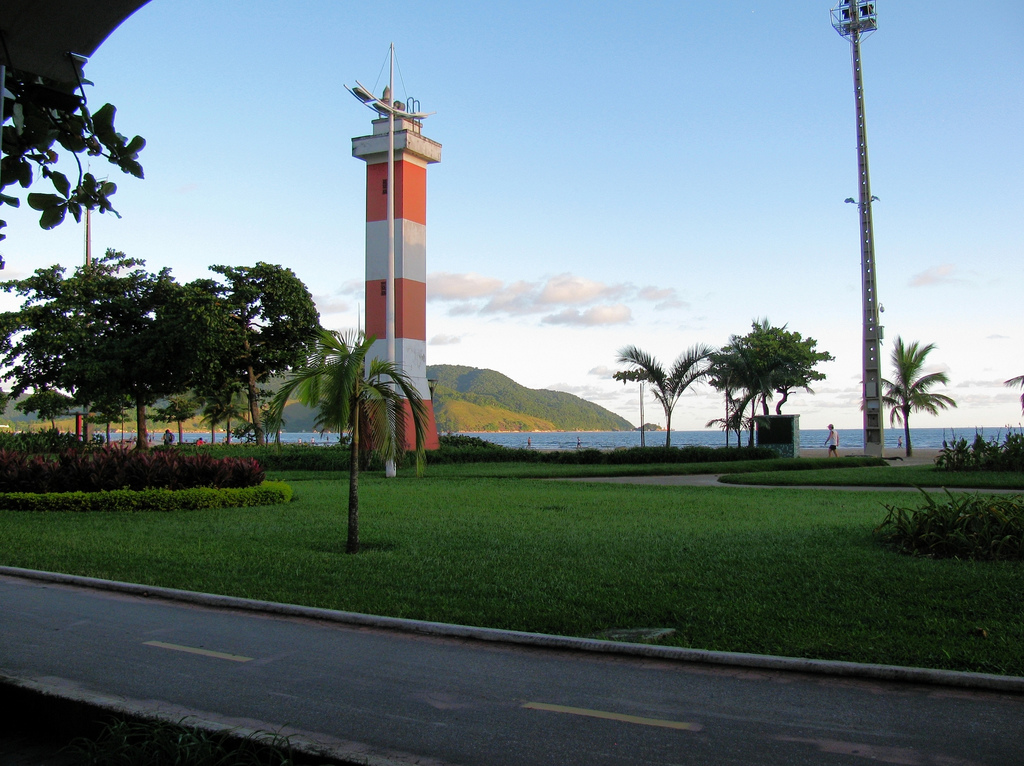
Farol Praia do Boqueirão, São Paulo

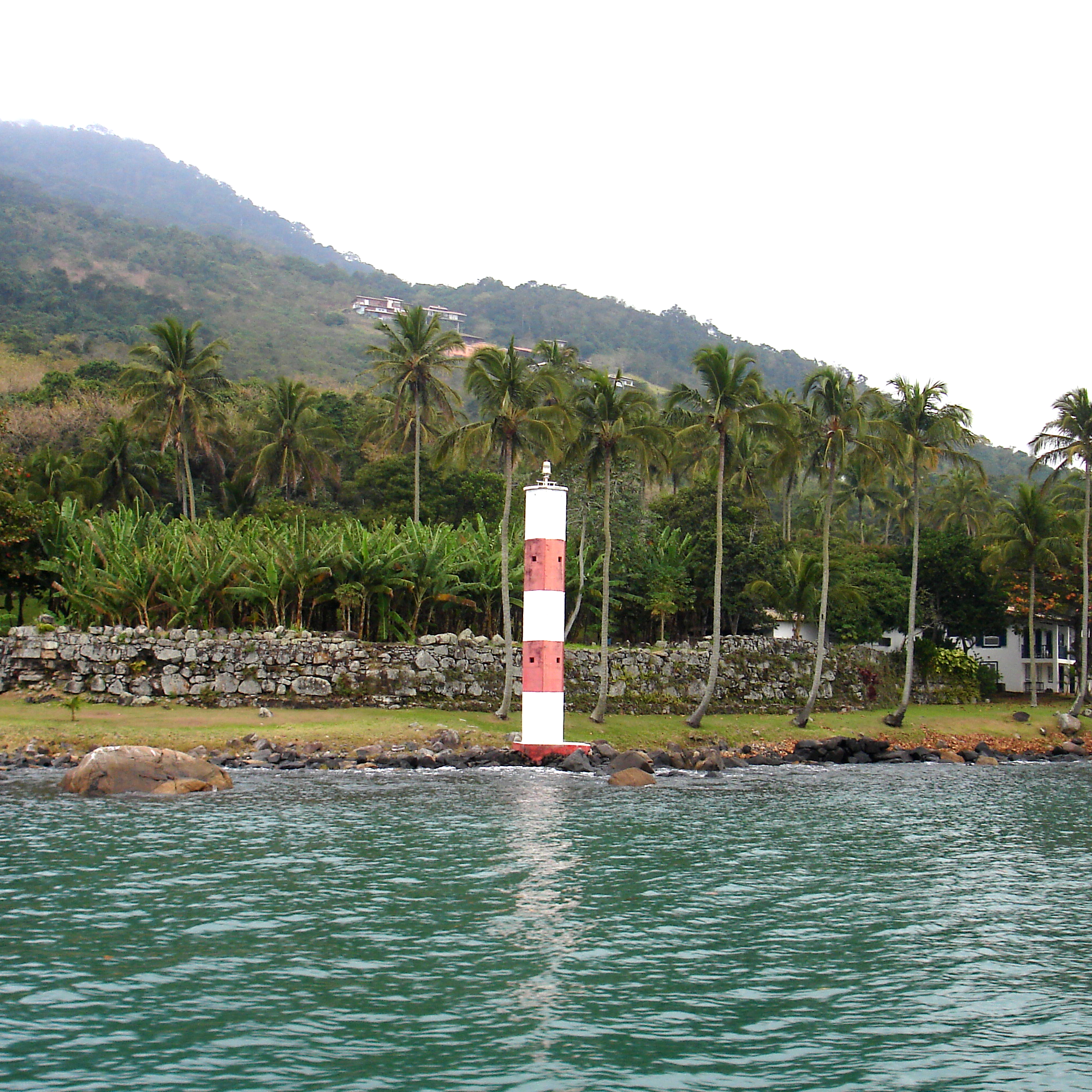
Farol Ponta das Canas, São Paulo

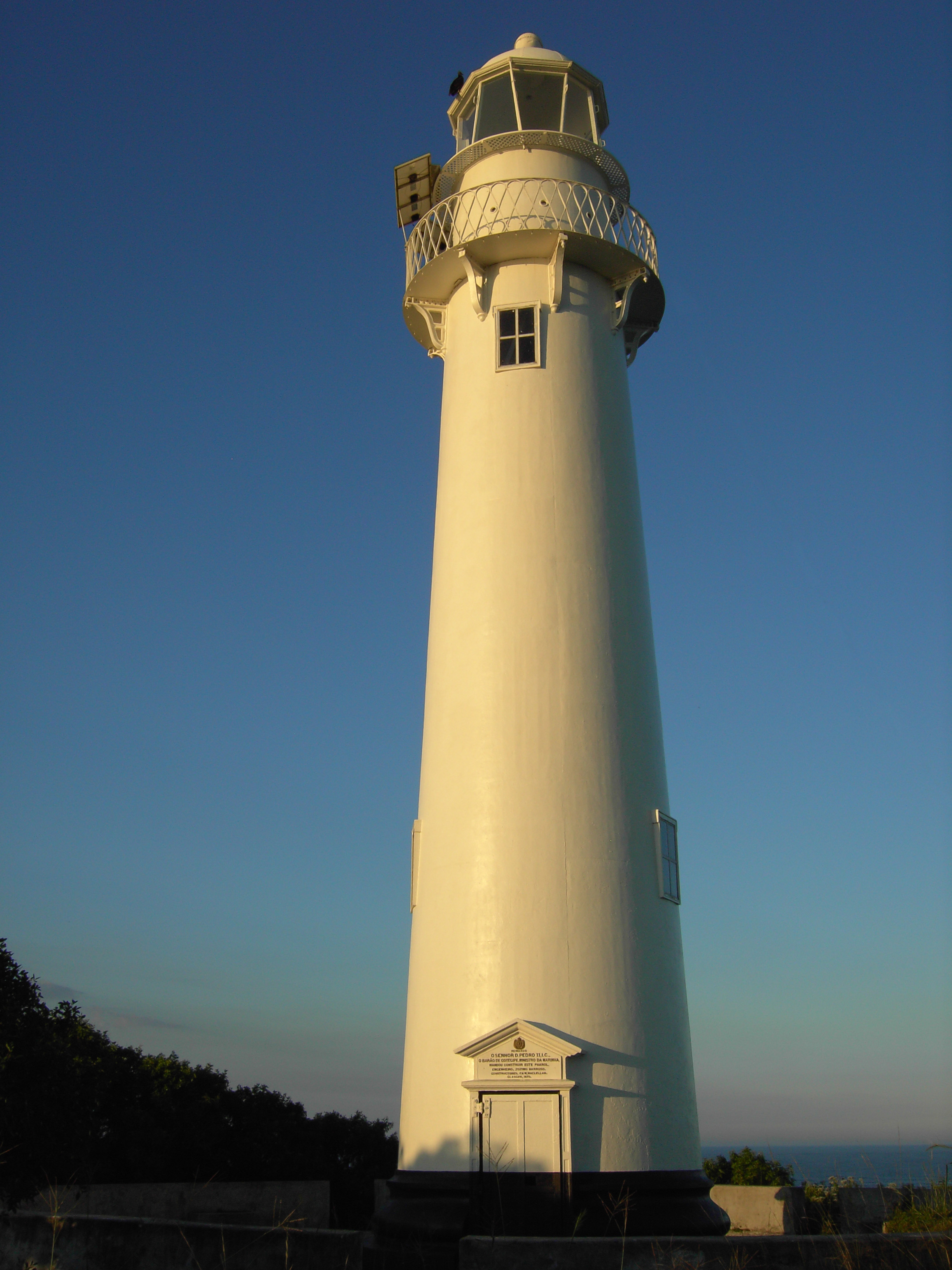
Farol Conchas, Paraná

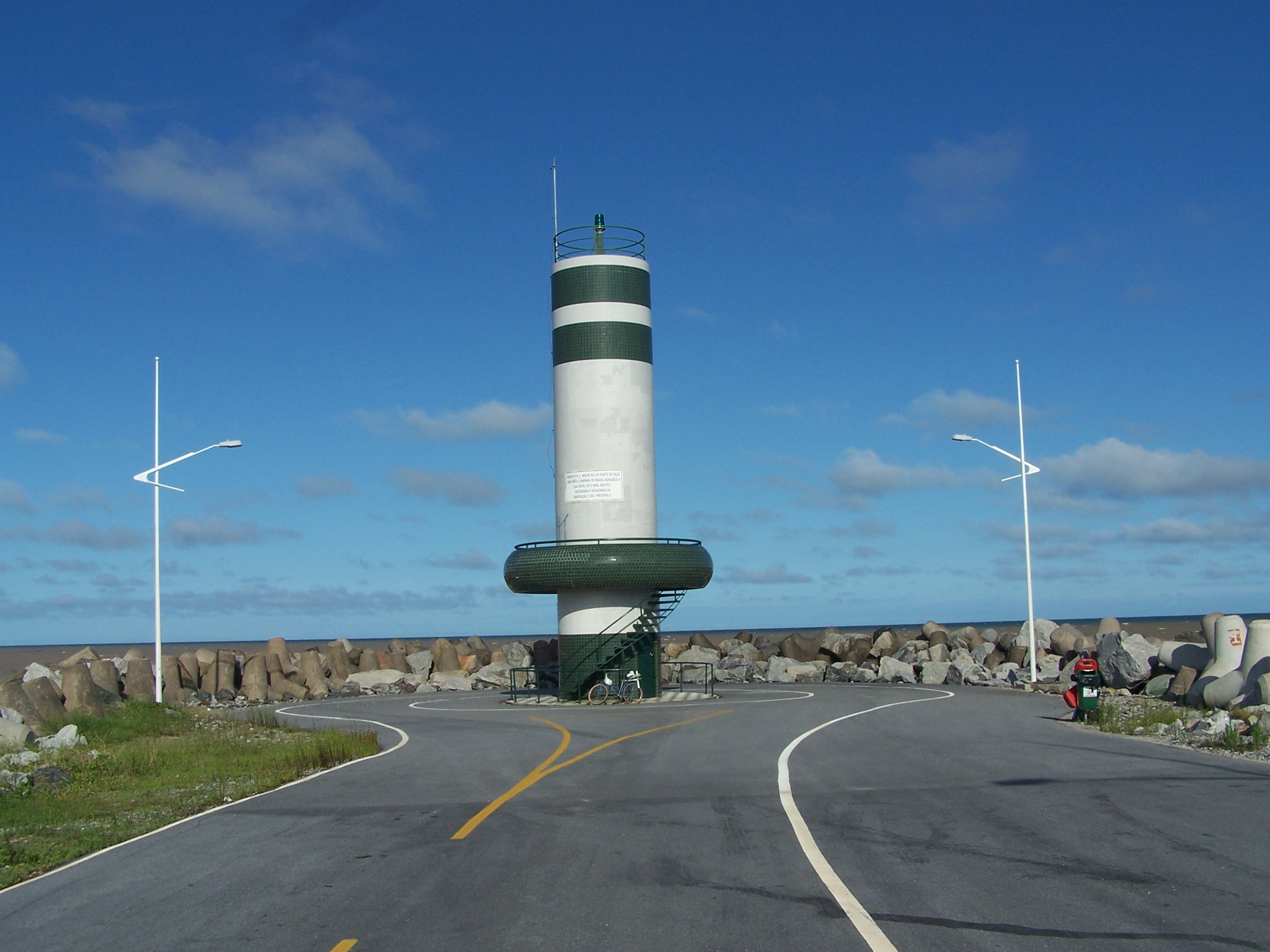
Farolete Atajaí n.2, Santa Catarina

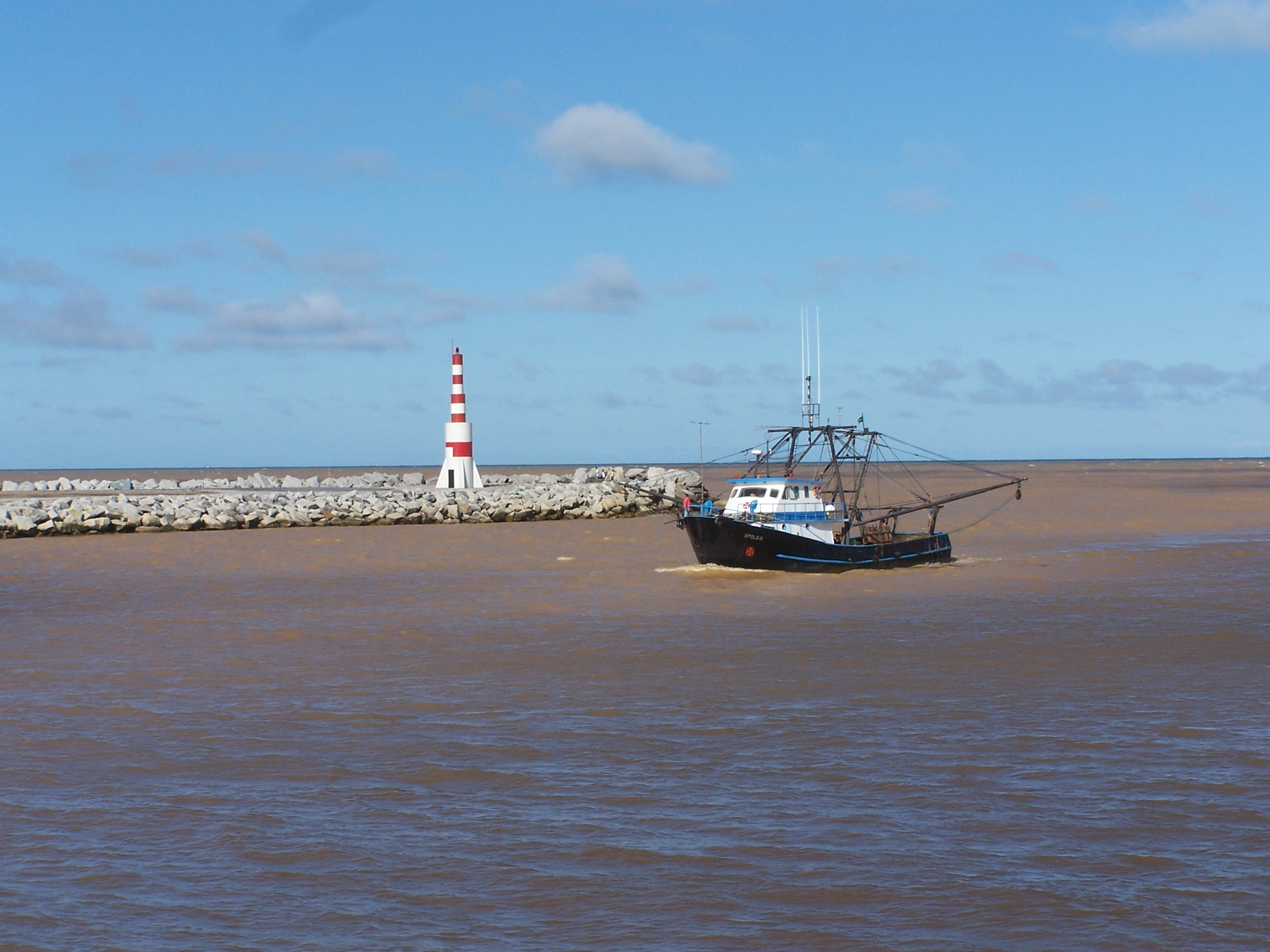
Farolete Atajaí n.5, Santa Catarina

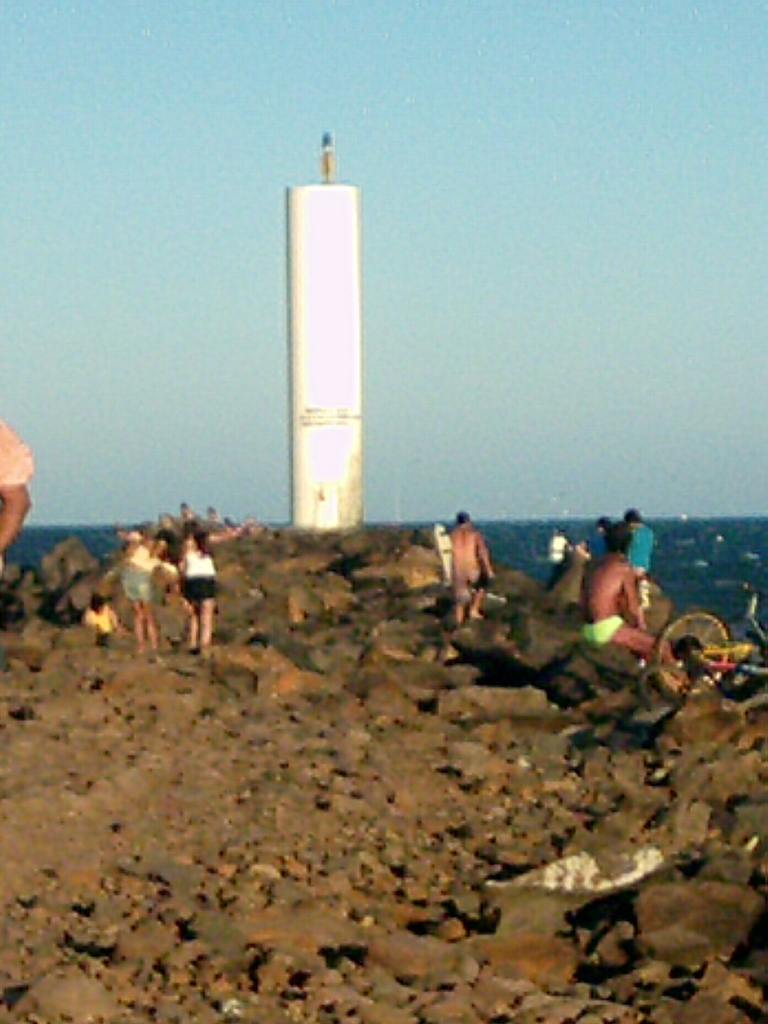
Farol Mampituba Sul, Rio Grande do Sul

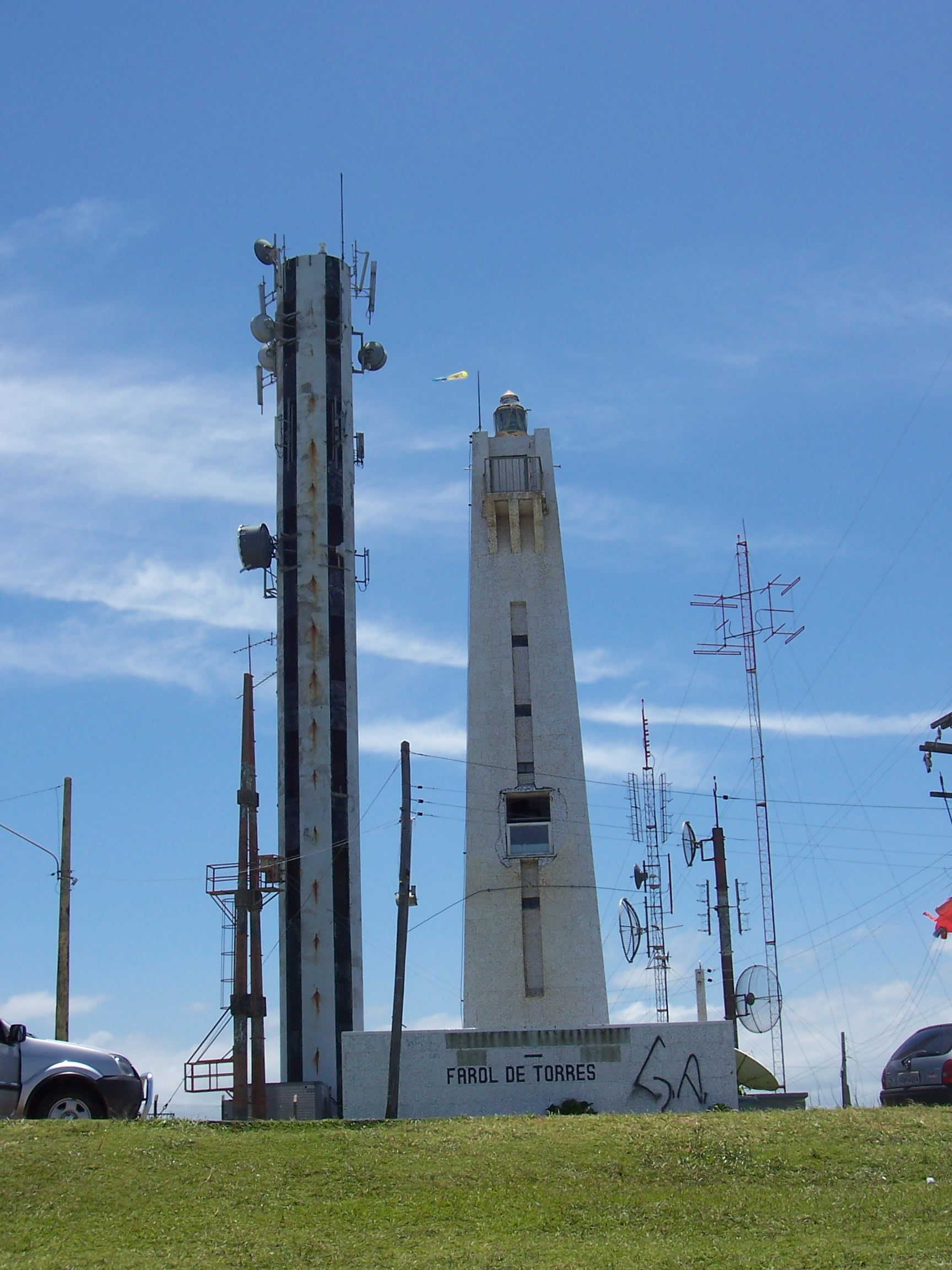
Farol Torres, Rio Grande do Sul

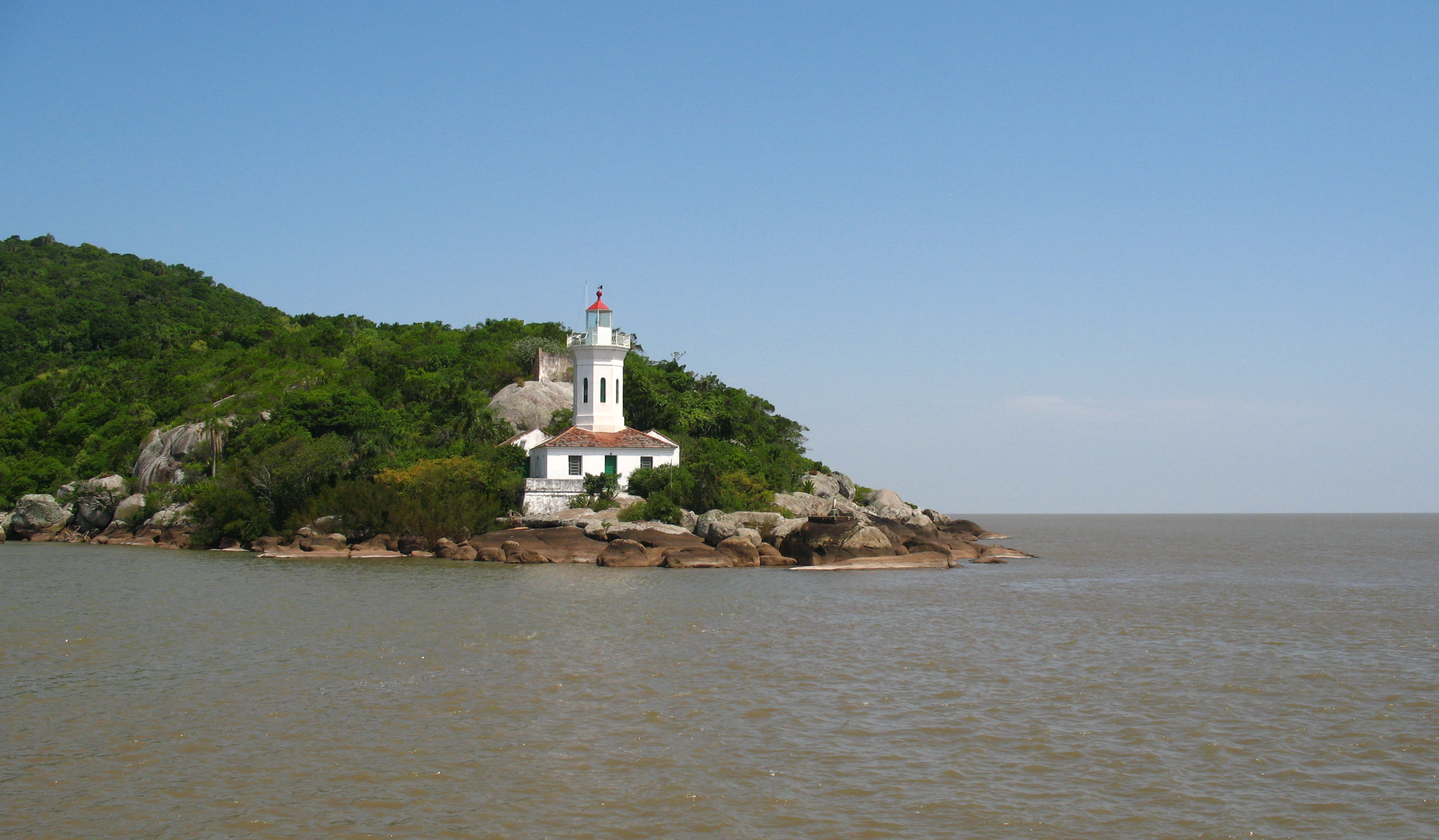
Farol Itapuã da Lagoa, Rio Grande do Sul

- 1 Farol do cabo Orange[1]
- 2 Farol Calçoene
- Farol Maracá
- 28 Farol Guará
- 60 Farol Bailique
- 61 Farol ilha do Pará
- 68 Farol Ponta do Ceú
- Farol Cabo Norte
- Farol Marinheiro

## Bacia Amazônica

### Amapá(cont.)
- 84 Farol Espírito Santo
- 88 Farol da Pedreira, Ilha Pedreira
- 92 Farol de Pau Cavado
- 108 Farol de Macapá, Caixa-d’água

### Pará
- 142 Farol da ilha Camaleão
- 144 Farol da ilha Machadinho
- 148 Farol Simão Grande (Cabo de Maguari)
- 156 Farol da Ilha de Tijoca (Ponta da Tijoca)
- 160 Farol de Taipú[2]
- 164 Farol da Ponta Maria Teresa
- 167 Farol de Soure[2] existe imagem
- 168 Farol de Salvaterra (ilha dos Amores)
- 172 Farol de Joanes (Ponta da Guarita)[2] - existe imagem
- 176 Farol de Colares
- 208 Farol do Forte da Barra
- 269 Farol de Belém (Mangal das Garças)
- 308 Farol de Itaguari (Itaguary)

### Amazonas
- 428 Farol Moronas
- 432 Farol Pedra do Jacaré[3]
- Farol de Manaus (Alfândega)

## Costa Norte (cont.)

### Pará(cont.)
- 472 Farol de Curuçá
- 476 Farol de Marapanim (Ponta Marapanim)
- 480 Farol de Salinópolis (Salinas)[2][4]
- Farol do Algodoal
- Farol Cabo Gurupi
- 482 Farol de Quatipuru
- 484 Farol Caeté
- 488 Farol de Apeú (Ilha do Apéu)[2]
- 492 Farol Manoel Luís

### Maranhão
- 494 Farol da Ponta da Praia Grande
- 496 Farol de São João (Ilha Maiau ou Ilha São João)[2][5]
- 500 Farol de Mangunça
- 616 Farol de Pirajuba
- 620 Farol de Pirarema (Alcantara)
- 628 Farol de Itaúna (Cujupe)
- 632 Farol São Marcos (Ponta de São Marcos)[5]
- 640 Farol da Ilha do medo
- 800 Farol do Araçagi (Araçagy)[2][5]
- 804 Farol de Santana (Ilha de Santana)[2][5]
- 806 Farol de Lençóis Grandes
- 808 Farol Preguiças (Mandacaru)
- 812 Farol de Tutóia

### Piauí
- 828 Farol de Pedra do Sal
- 844 Farol Luís Correia (Itaqui) - existe imagem
- Farol da Amarração

### Ceará
- 848 Farol de Pontal das Almas (Bitupitá)[6][7]
- 852 Farol de Camocim (Trapiá)[6][7] - existe imagem
- 860 Farol de Jericoacoara[6][7]
- 864 Farol de Itapajé[6][7]
- 868 Farol de Mundaú[6][7]
- 882 Farol de Paracurú[6][7]
- 884 Farol de Pecém[6][7]
- 924 Farolete Titan (molhe)[6][7]
- 932 Farolete Praia do Futuro[6][7]
- 936 Farol de Mucuripe[6][7][8]
- Farol de Mucuripe (Velho Farol de Fortaleza) - existe imagem
- 938 Farol de Morro Branco[6][7] - existe imagem
- 940 Farol de Aracati[6][7]
- 944 Farol de Ponta dos Cajuais[6][7]

### Rio Grande do Norte
- 946 Farolete do Pontal[9]
- 948 Farol Areia Branca[9]
- 960 Farol Ponta do Mel[2][9] - existe imagem
- 976 Farol Macau[9]
- Farol Agulha
- 977 Farolete Alagamar[9]
- 978 Farolete Ponta do Tubarão[9]
- 980 Farol de Galinhos[9]
- 984 Farol Santo Alberto (Ponta Caiçara)[9]

## Costa Leste

### Rio Grande do Norte(cont.)
- 1100 Farol Ponta do Calcanhar (Touros)[9]
- 1104 Farol das Rocas[9]
- 1106 Farolete de São Pedro e São Paulo[9]
- 1108 Farol Rata[9]
- 1116 Farol Fernado de Noronha ou Farol Alto de Bandeira[2][9]
- 1120 Farol Ponta da Gameleira[9]
- 1124 Farol Rio do Fogo[9]
- 1128 Farol Tereza Pança (Maracajaú)[9]
- 1132 Farol São Roque[9]
- 1136 Farolete Baixinha (Pedra Baixinha)[9] - existe imagem
- 1140 Farol Recife de Natal[9] - existe imagem
- 1164 Farolete Potengui[9]
- 1172 Farolete Píer da Base Naval de Natal[9]
- 1176 Farol de Mãe Luiza (Farol de Natal)[9]
- 1190 Farol Ponta da Tabatinga[9]
- 1192 Farol Bacopari

### Paraíba
- 1196 Farol da Baía da Traição
- 1236 Farol da Pedra Seca (Cabedelo)
- 1256 Farol do Cabo Branco (Farol mais oriental do Brasil continental, ao norte da Ponta do Seixas)
- 1258 Farolete de Pitimbu

### Pernambuco
- 1264 Farol Ponta de Pedras[10]
- 1272 Farol de Olinda
- Farol de Baixo de Olinda (histórico)
- 1284 Farol Norte do Quebra-Mar do Banco Inglês[10]
- 1288 Farol Sul do Quebra-Mar do Banco Inglês[10]
- 1296 Farol do Molhe Norte - Recife
- 1300 Farol do Molhe Sul - Recife
- 1304 Farol do Recife[11]
- Farol de Santo Agostinho (antigo) (Nazaré)
- 1328 Farol de Santo Agostinho (Nazaré)[10]
- 1348 Farol de Tamandaré (Santo Inácio)[10]

### Alagoas
- 1352 Farol de Porto de Pedras[2][12]
- 1360 Farol de Ponta Verde[12]
- 1364 Farol de Maceió[2][12] - existe imagem
- 1380 Farolete Ponta do Molhe[12]
- Farol da Ponta da Capitania
- 1388 Farolete Salgema
- 1392 Farol da Barra de São Miguel (Praia do Gunga)[12]
- 1396 Farol de Pontal do Cururipe[12]
- 1399.4 Farol de Peba (São Francisco do Norte)[12]

### Sergipe
- Farol de Peba (São Francisco do Norte, Cabeço) - existe imagem
- 1401 Farol PRB-1
- 1402 Farol de Santa Isabel
- 1428 Farol de Sergipe (Sergipe, Coroa do Meio)[2] - existe imagem
- Farol de Aracaju (Sergipe) (Farol Velho)[2]
- 1438 Farol de São Cristovão
- Farol de Brejo Grande
- Farol de Atalaia Nova
- Farol da Ponta do Mato

### Bahia
- 1440 Farol de Mangue Seco
- 1441 Farol de Itariri
- 1442 Farol de Subaúma
- 1444 Farol Garcia d'Ávila (Praia do Forte)[13]
- 1446 Farol de Camaçari
- 1460 Farol de Itapuã (Farol da Ponta de Itapuã)
- 1472 Farol Santo António (Farol da Barra)
- 1488 Molhe Sul
- 1500 Farol de Monte Serrat (ponta Humaitá) - existe imagem
- 1612 Farol de Caboto
- 1696 Farol da Ilha dos Frades
- Farol Mar Grande
- 1776 Farol do Morro de São Paulo (Farol do Morro) - existe imagem
- Farol de Quiepe
- 1782 Farol da Ponta Mutá
- 1783 Farol do Morro de Taipus
- 1784 Farol de Contas (Ilhota de Contas) - existe imagem
- Farol Ilhéu Grande
- 1808 Farol de Ilhéus - existe imagem
- 1810 Farol de Comandatuba (Hotel Transamérica)
- 1812 Farol de Belmonte[2]
- 1813 Farol de Araripe
- 1816 Farol de Porto Seguro
- 1820 Farol de Curubau (Ponta Curumbaú)
- 1824 Farol Barreiras do Prado
- 1828 Farol de Alcobaça - existe imagem
- 1836 Farol da Ponta da Baleia
- 1840 Farol Ponta do Catoeiro
- 1842 Farol Nova Viçosa
- 1844 Farol Coroa Vermelha
- 1848 Farol de Abrolhos (Ilha de Santa Barbará)
- 1850 Farol de Mucuri
- Farol de Gambôa
- Farol de Garapuá
- Farol de Aritaguá

### Espírito Santo
- 1852 Farol de São Mateus (Conceição da Barra)
- Farol de São Mateus (histórico) - existe imagem
- 1854 Farol de Suçuraca (Farol de Suruaca)
- Farol do Rio Doce (Regência) (antigo)
- 1860 Farol do Rio Doce (Regência)
- 1868 Farol da Barra do Riacho
- 1940 Alinhamento Tubarão Anterior
- 1952 Farol Tubarão Sul
- 1980 Farol de Santa Luzia
- 1992 Farol da ilha do Boi
- 1996 Farol Morro Grande
- Farol da Ilha da Trindade
- 2000 Ponta Uchúria nº 3 Anterior
- 2004 Ponta Uchúria nº 4 Posterior
- 2024 Ponta do Tagano nº 5 Anterior
- 2028 Ponta do Tagano nº 6 Posterior
- 2083 Farol da Enseada dos Portugueses (Ilha da Trindade)
- 2088 Farol de Escalvada (Ilha Escalvada)[2] - existe imagem
- 2140 Farol Ilha do Francês (Ilha dos Franceses)
- 2144 Farol Itapemirim

### Rio de Janeiro
- 2146.4 Farol da Ponta do Retiro
- 2147 Farol de Guaxindiba
- 2148 Farol de Atafona (São João da Barra)
- 2152 Farol da Barra do Açu
- 2156 Farol do Cabo São Tomé[2]
- 2158 Farol de Quissamã
- Farol de Macaé (Ponta da Imbetiba)
- 2160 Farol de Macaé (Ilhas de Santana, Sant'Anna)[2]
- 2208 Farol Antena TV Globo
- Farol de Búzios
- Farol da Ilha do Papagaio
- Farol de Ponta Negra (Ponta Negra, Maricá)

## Costa Sul

### Rio de Janeiro(cont.)
- Farol de Lajinha
- Farol de Cabo Frio (inactivo)
- 2400 Farol de Cabo Frio (Focinho do Cabo)[2] - existe imagem
- 2412 Farol de Ponta Negra
- 2416 Farol da Ilha de Maricás
- 2420 Farol da Ilha Rasa
- 2432 Farol da Fortaleza de Santa Cruz
- 2436 Farol Laje (Ilha de Laje)
- 2450 Farol da Ponta da Armação[2]
- 2704 Farol Guaratiba
- 2712 Farol Marambaia
- 2716 Farol da Ponta dos Castelhanos - existe imagem
- Farol da Ilha Saracura
- Farol de Ponta da Juatinga
- 2522 Farol da Ilha de Paquetá (Ponta da Rabeira)
- Farol de Ponta do Picão
- Farol de Ponta do Pasto
- 2960 Farol da Laje Branca
- 3122 Farol da Laje Branca
- 3142 Farol Ponta dos Meros
- Farol da Ilha do Araújo

### São Paulo
- 3156 Farol Juatinga
- 3160 Farol de Ubatuba (Ponta Grossa)
- 3168 Farol Vitória
- 3170 Farol da Ponta Grossa
- 3176 Farol da Ponta do Boi (Sul da ilha de São Sebastião - Ilhabela)
- 3184 Farol da Ponta das Canas (Norte da ilha de São Sebastião - Ilhabela) - existe imagem
- 3264 Farol da Ponta da Sela
- 3268 Farol Alcatrazes (Ilha do Porto)
- 3288 Farol de Moela (Ilha da Moela)[2]
- 3292 Farol da Ilha das Palmas
- 3300 Farol da Praia do Boqueirão Nº 2 - existe imagem
- 3308 Farol da Ponta da Praia Nº. 4 - existe imagem
- 3312 Farol de Rio de Meio Anterior Nº. 5
- 3316 Farol de Rio de Meio Posterior Nº. 6
- Farol de Itapema (Alfândega)
- 3360 Farol de Itapema Norte
- 3492 Farol Laje da Conceição
- 3500 Farol da Ilha Queimada Grande

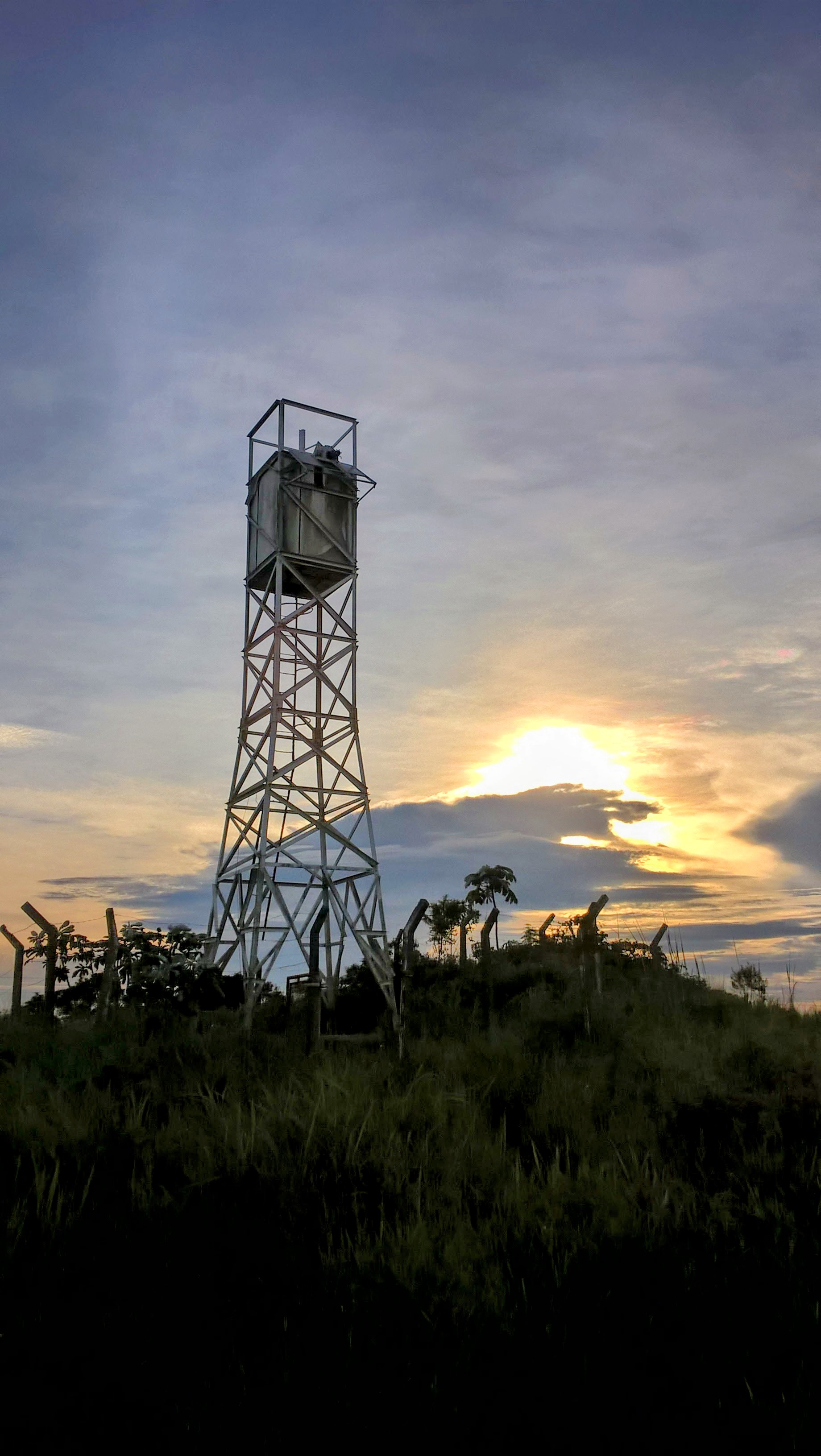
Farol do Icapara, Iguape-SP

- 3502 Farol de Icapara
- 3508 Farol da Ilha do Bom Abrigo
- Farol de Jabaquara
- Farol do Icapara, Iguape-SPFarol de Camabaquara

### Paraná
- Farol Paranaguá (Radiofarol)
- Farol Cassual
- 3512	Farol Conchas (Ponta das Conchas) (Ilha do Mel)[2] - existe imagem
- 3550 Farolete Caraguatá
- 3652 Farolete Ilha das Cobras
- 3656 Farolete Ponta da Cruz
- 3692 Farol de Caiobá

### Santa Catarina

#### São Francisco do Sul
- 3700 Farol da Ilha da Paz
- 3704 Farolete Cabo João Dias
- 3752 Farolete Sumidouro
- 3764 Farolete Trincheira, Farol da Trincheira (Pontal da Barra, Itapoã)
- 3804 Farolete Laje do Fundão

#### Penha
- 3820 Farol Ponta do Varrido

#### Itajaí
- 3828 Farolete Itajaí (molhe norte) Nr 2 - existe imagem
- 3832 Farolete Itajaí (molhe sul) Nr 5 - existe imagem
- 3868 Farol Cabeçudas (Ponta das Cabeçudas)

#### Florianópolis
- 3872 Farol da Galé, Ilha da Galé (Pedra da Galé)
- 3876 Farolete São Pedro
- 3880 Farol do Arvoredo (Ilha do Arvoredo)
- 3881 Farolete Barra da Lagoa Leste
- 3882 Farolete Barra da Lagoa Oeste
- 3883 Farol Ponta Galheta
- 3884 Farolete Anhatomirim
- 3888 Farolete Ratones
- 3900 Farolete Cedro
- 3904 Farolete Cardos
- 3908 Farol Naufragados (Ponta do Naufragados)
- 3912 Farol Coral (Ilha de Coral)

#### Laguna
- 3924	Farol Imbituba
- 3936	Farol Araras (Ilha das Araras)
- 3940	Farol Ilha dos Lobos
- 3956	Farol de Santa Marta
- 3960	Farol Araranguá (Morro dos Conventos)
- 3916	Farolete Ponta Catalão[2]
- 3948	Farolete Laguna Norte
- 3952	Farolete Laguna Sul
- 3964	Farolete Mampituba Norte

### Rio Grande do Sul
- 3968	Farolete Mampituba Sul (Farolete do Molhe Sul de Mampituba) - existe imagem
- 3972	Farol de Torres - existe imagem
- 3974	Farol Arroio do Sal (Itapeva)
- 3976	Farol Capão da Canoa
- 3980	Farol Tramandaí[2]
- 3992	Farol Cidreira
- 3994	Farol Berta (Quintão, Dunas Altas)
- 3996	Farol da Solidão
- 4000	Farol de Mostardas
- 4002	Farol Capão da Marca de Fora
- 4004	Farol Conceição
- 4006	Farol Estreito
- 4008	Farol da Barra
- 4040	Farolete Molhe Leste
- 4044	Farol Molhe Oeste
- 4065	Farolete Enrg Sul
- 4066	Farolete Enrg Norte
- 4131.1 Farolete Honório Bicalho
- 4136	Farolete Balizão Nr 18
- 4140	Farolete São José do Norte
- 4300	Farolete São José Nr 20
- Farol do Bujuru (Bojuru)
- 4472	Farol Capão da Marca
- 4480	Farol Cristóvão Pereira
- 4506	Farolete C.S. Alvaro Alberto
- 4528	Farol de Itapuã da Lagoa[2] - existe imagem
- Farol da Ponta Alegre
- 4604 Farol Riocell
- 4648	Farol Sarita[2]
- 4652	Farol Verga
- 4656 Farol Albardão[2]
- Farol Fronteira Aberta
- 4660 Farol do Chuí

## Antártica
- 5106 Farolete Comandante Ferraz, na Antártica

## Quadro (incompleto) de faróis do Brasil
| Ordem (sentido norte-sul) | Nome do farol                        | Estado              | Alcance luminoso (em milhas náuticas) | Altura (em metros) | Ano de fundação | Coordenadas                                   |
| ------------------------- | ------------------------------------ | ------------------- | ------------------------------------- | ------------------ | --------------- | --------------------------------------------- |
| 0001                      | Farol Moronas                        | Amazonas            | 5                                     | 16                 | 1910            | 3° 04′ 16,22″ S, 59° 46′ 13,71″ O             |
| 0002                      | Farol Pedra do Jacaré                | Amazonas            | ?                                     | 16                 | 1905            | ?                                             |
| 0003                      | Farol de Manaus                      | Amazonas            | ?                                     | ?                  | ?               | ?                                             |
| 0004                      | Farol...                             | Roraima             | ?                                     | ?                  | ?               | ?                                             |
| 0005                      | Farol do cabo Orange                 | Amapá               | ?                                     | 50                 | 1997            | ?                                             |
| 0006                      | Farol Calçoene                       | Amapá               | ?                                     | ?                  | ?               | ?                                             |
| 0007                      | Farol Maracá                         | Amapá               | ?                                     | ?                  | ?               | ?                                             |
| 0008                      | Farol Guará                          | Amapá               | ?                                     | ?                  | ?               | ?                                             |
| 0009                      | Farol Bailique                       | Amapá               | 14                                    | ?                  | ?               | 00° 59'.41 N 49° 56'.79 W                     |
| 0010                      | Farol ilha do Pará                   | Amapá               | ?                                     | ?                  | ?               | ?                                             |
| 0011                      | Farol Cabo Norte                     | Amapá               | ?                                     | ?                  | ?               | ?                                             |
| 0012                      | Farol Marinheiro                     | Amapá               | ?                                     | ?                  | ?               | ?                                             |
| 0013                      | Farol Ponta do Ceú                   | Amapá               | ?                                     | ?                  | ?               | ?                                             |
| 0014                      | Farol da ilha Pedreira               | Pará                | ?                                     | ?                  | ?               | ?                                             |
| 0015                      | Farol de Pau Cavalo                  | Pará                | ?                                     | ?                  | ?               | ?                                             |
| 0016                      | Farol de Macapá                      | Pará                | ?                                     | ?                  | ?               | ?                                             |
| 0017                      | Farol da ilha Camaleão               | Pará                | ?                                     | ?                  | ?               | ?                                             |
| 0018                      | Farol da ilha Pedreira               | Pará                | ?                                     | ?                  | ?               | ?                                             |
| 0019                      | Farol de Pau Cavalo                  | Pará                | ?                                     | ?                  | ?               | ?                                             |
| 0020                      | Farol de Macapá                      | Pará                | ?                                     | ?                  | ?               | ?                                             |
| 0021                      | Farol da ilha Camaleão               | Pará                | ?                                     | ?                  | ?               | ?                                             |
| 0022                      | Farol da ilha Machadinho             | Pará                | ?                                     | ?                  | ?               | ?                                             |
| 0023                      | Farol Simão Grande                   | Pará                | ?                                     | ?                  | ?               | ?                                             |
| 0024                      | Farol de Soure                       | Pará                | ?                                     | ?                  | ?               | ?                                             |
| 0025                      | Farol de Salvaterra                  | Pará                | ?                                     | ?                  | ?               | ?                                             |
| 0026                      | Farol de Joanes                      | Pará                | ?                                     | ?                  | ?               | ?                                             |
| 0027                      | Farol de Itaguari                    | Pará                | ?                                     | ?                  | ?               | ?                                             |
| 0028                      | Farol de Belém                       | Pará                | ?                                     | ?                  | ?               | ?                                             |
| 0030                      | Farol do forte da Barra              | Pará                | ?                                     | ?                  | ?               | ?                                             |
| 0031                      | Farol da ponta Maria Teresa          | Pará                | ?                                     | ?                  | ?               | ?                                             |
| 0032                      | Farol de Taipú                       | Pará                | ?                                     | ?                  | ?               | ?                                             |
| 0033                      | Farol de Curuçá                      | Pará                | ?                                     | ?                  | ?               | ?                                             |
| 0034                      | Farol de Marapanim                   | Pará                | ?                                     | ?                  | ?               | ?                                             |
| 0035                      | Farol de Salinópolis                 | Pará                | ?                                     | ?                  | ?               | ?                                             |
| 0036                      | Farol de Quatipuru                   | Pará                | ?                                     | ?                  | ?               | ?                                             |
| 0037                      | Farol de Apeú                        | Pará                | ?                                     | ?                  | ?               | ?                                             |
| 0038                      | Farol da Ilha de Tijoca              | Pará                | ?                                     | ?                  | ?               | ?                                             |
| 0039                      | Farol do Algodoal                    | Pará                | ?                                     | ?                  | ?               | ?                                             |
| 0040                      | Farol Cabo Gurupi                    | Pará                | ?                                     | ?                  | ?               | ?                                             |
| 0041                      | Farol de Colares                     | Pará                | ?                                     | ?                  | ?               | ?                                             |
|                           |                                      | Amapá               | ?                                     | ?                  | ?               | ?                                             |
|                           |                                      | Maranhão            | ?                                     | ?                  | ?               | ?                                             |
|                           | Farol do Itaqui                      | Piauí               | ?                                     | ?                  | ?               | ?                                             |
|                           |                                      | Ceará               | ?                                     | ?                  | ?               | ?                                             |
| 0042                      | Farolete do Pontal                   | Rio Grande do Norte | ?                                     | ?                  | ?               | ?                                             |
| 0043                      | Farol Areia Branca                   | Rio Grande do Norte | ?                                     | ?                  | ?               | ?                                             |
| 0044                      | Farol Ponta do Mel                   | Rio Grande do Norte | ?                                     | ?                  | ?               | ?                                             |
| 0045                      | Farol Agulha                         | Rio Grande do Norte | ?                                     | ?                  | ?               | ?                                             |
| 0046                      | Farol Macau                          | Rio Grande do Norte | ?                                     | ?                  | ?               | ?                                             |
| 0047                      | Farolete Alagamar                    | Rio Grande do Norte | ?                                     | ?                  | ?               | ?                                             |
| 0048                      | Farolete Ponta do Tubarão            | Rio Grande do Norte | ?                                     | ?                  | ?               | ?                                             |
| 0049                      | Farol de Galinhos                    | Rio Grande do Norte | ?                                     | ?                  | ?               | ?                                             |
| 0050                      | Farol Santo Alberto (Ponta Caiçara)  | Rio Grande do Norte | ?                                     | ?                  | ?               | ?                                             |
| 0051                      | Farol Ponta do Calcanhar             | Rio Grande do Norte | 38                                    | 62                 | 1912            | 5° 09′ 40,06″ S, 35° 29′ 11,25″ O             |
| 0052                      | Farol das Rocas                      | Rio Grande do Norte | ?                                     | ?                  | ?               | ?                                             |
| 0053                      | Farolete de São Pedro e São Paulo    | Rio Grande do Norte | ?                                     | ?                  | ?               | ?                                             |
| 0054                      | Farol Rata                           | Rio Grande do Norte | ?                                     | ?                  | ?               | ?                                             |
| 0055                      | Farol Fernado de Noronha             | Rio Grande do Norte | ?                                     | ?                  | ?               | ?                                             |
| 0056                      | Farol Ponta da Gameleira             | Rio Grande do Norte | ?                                     | ?                  | ?               | ?                                             |
| 0057                      | Farol Rio do Fogo                    | Rio Grande do Norte | ?                                     | ?                  | ?               | ?                                             |
| 0058                      | Farol Tereza Pança                   | Rio Grande do Norte | ?                                     | ?                  | ?               | ?                                             |
| 0059                      | Farol Cabo de São Roque              | Rio Grande do Norte | ?                                     | ?                  | ?               | ?                                             |
| 0060                      | Farolete Baixinha                    | Rio Grande do Norte | ?                                     | ?                  | ?               | ?                                             |
| 0061                      | Farol Recife de Natal                | Rio Grande do Norte | ?                                     | ?                  | ?               | ?                                             |
| 0062                      | Farolete Potengui                    | Rio Grande do Norte | ?                                     | ?                  | ?               | ?                                             |
| 0063                      | Farolete Píer da Base Naval de Natal | Rio Grande do Norte | ?                                     | ?                  | ?               | ?                                             |
| 0064                      | Farol de Mãe Luiza                   | Rio Grande do Norte | ?                                     | ?                  | ?               | ?                                             |
| 0065                      | Farol Ponta da Tabatinga             | Rio Grande do Norte | ?                                     | ?                  | ?               | ?                                             |
| 0066                      | Farol Bacopari                       | Rio Grande do Norte | ?                                     | ?                  | ?               | ?                                             |
| 000?                      |                                      | Paraíba             | ?                                     | ?                  | ?               | ?                                             |
| 0067                      | Farol Macae                          | Rio de Janeiro      | 28                                    | ?                  | 1902            | Latitude: 22º 24',9 S Longitude: 041º 42',3 W |
| 3502                      | Farol do Icapara                     | São Paulo           | ?                                     | ?                  | ?               | 24°40'59.5"S, 47°27'12.0"W                    |
| 000?                      |                                      |                     | ?                                     | ?                  | ?               | ?                                             |
| 000?                      |                                      |                     | ?                                     | ?                  | ?               | ?                                             |